# Залізнична мережа Лисичанська
Залізнична мережа Лисичанська — залізничний транспорт у місті Лисичанську Луганської області.

## Історія
У грудні 1878 відбулося урочисте відкриття Донецької Кам'яновугільної залізниці, її загальна довжина становила 389 верст.
У травні 1879 були побудована ділянка Попасна — Лисичанськ (39 верст)
16 років, до 1895 року станція Лисичанськ була тупиковою.
Єдина під'їзна дорога була прокладена від станції Любимівка (Переїзна) до цементного заводу (поблизу сучасного «Строймашина») в 1898 році. До 1934 року вугілля з усіх шахт до залізниці доставлялося вантажними ПКД та бремсбергами. У 1934 році інженери вирішили підкорити Лисичанські гори. Різницю в 150 метрів, подолали використавши протяжну Ісаєву балку, вийшовши по ній до шахти № 1-2 Мельникова, до станції «Підземгаз», яка тоді ще будувалася, і до шахти Новодружеської. Після другої світової війни лінію продовжили до шахт: Привільнянська, Капустіна, Томашевська-Південна, Томашевської-Північна, до безлічі динамітних складів.
Уже мало хто знає, що залізниця була і до Білогорівського крейдяного кар'єра. Остання дорога в 1980 році вивела до Лисичанського нафтопереробного заводу, який з'єднаний зі станцією Сіверськ (Ями).
- Попасна — Лисичанськ. Залізниця побудована у 1879 р.

28 лютого 1855 року вийшов указ про виробництво пошуків до спорудження Харківсько-Феодосійської залізниці «для забезпечення паливом всіх можуть бути влаштованими в Південному краї залізниць, зробити дослідження до пристрою шляху від Харківсько-Феодосійської дороги до кам'яновугільних копалень» (2). В Указі також перераховувалися копальні, що знаходяться в Катеринославській губернії і сказано: «щоб при таких дослідженнях досліджувати, скільки можливо, як кількість вугілля в кожному родовищі знаходиться, так і якість цього мінералу».
22 квітня 1875 року було прийнято рішення про будівництво Донецької кам'яновугільної лінії. Концесія на будівництво була надана промисловцеві Саві Мамонтову і торговому дому Вогау і Ко.
Дорога від станції Попасна (станція) до Лисичанську була побудована та відкрита 3 травня 1879 року. На всьому протязі її було всього 2 проміжні станції: Комишуваха (станція) та Лоскутівка (станція).

## Залізничні гілки Лисичанська
Ділянка Попасна — Лисичанськ побудована у 1879 р.(рос.) Ця ділянка, як і уся тодішня Донецька кам'яновугільна залізниця, була побудована акціонерним товариством «Донецька дорога», власником якого був російський промисловець і меценат Сава Мамонтов. Остання залізнична гілка у Лисичанську була побудована у 1980 р.
- Лисичанськ — Куп'янськ. Ділянку побудовано у 1895, у 1903 проклали другу колію.
- Цементний завод. Гілку побудовано у 1898. Демонтовано у 2000-х.
- Желатиновий завод, Гілку добудовано приблизно у 1967 р. для заводу, який почав працювати у 1968 р.
- Завод ГТВ. Гілку побудовано у 1965 р. для заводу, який почав працювати у 1966 р.
- Завод Мехскло. Гілку побудовано у 1935 р. для заводу, який почав працювати у 1935 р.
- Шахта ім. Мельникова № 1-2 та станція Підземгаз. Гілку побудовано у 1934 р. Ділянку до станції Підземгаз демонтовано у 2000 р.
- Білогорівський кар'єр. Гілку побудовано у 1951 р., демонтовано у 1980 р.
- Шахта «Новодружеська» Гілки побудовано у 1934 р.
- Шахта імені Г. Г. Капустіна. Гілку побудовано у 1955 р. Довжина гілки до шахти Капустина (через шахти Мельникова № 7, Новодружеська, Привільнянська) — 21 км.
- Шахта «Привільнянська». Гілку побудовано у 1948 р.
- НПЗ. Гілку побудовано у 1980 р.
- Завод Донсода на лівобережжі. Гілку побудовано у 1965 р., демонтовано у 2010 р.
- Шахта Матроська. Гілку побудовано у 1948 р. Демонтовано.
- Лісова дача (конка). Побудовано заводом Донсода 1905 р., демонтовано у 1920 р.
- Шахта Івано-Діборовська. Гілку побудовано 1921 р.
- Завод Пролетарій. Гілку від шахти Івано-Діборовської побудовано у 1932 р.
- Шахта Томашевська-Південна. Гілку побудовано 1960 р., демонтовано.
- Амоналові склади поблизу шахти Томашевська-Південна, демонтовано.
- Томашевська-Північна. Гілку побудовано 1949 р., демонтовано.
- Склади деревини. Гілку побудовано ??????, демонтовано.
- Хладкомбінат. Гілку побудовано ??? , демонтовано.
- Пивзавод Лиспи. Гілку добудовано приблизно у 1971 р. для заводу, який почав працювати у 1972 р.
- КХП (Лутрезерно). Гілку побудовано 1976 р., демонтовано у 2000 р.

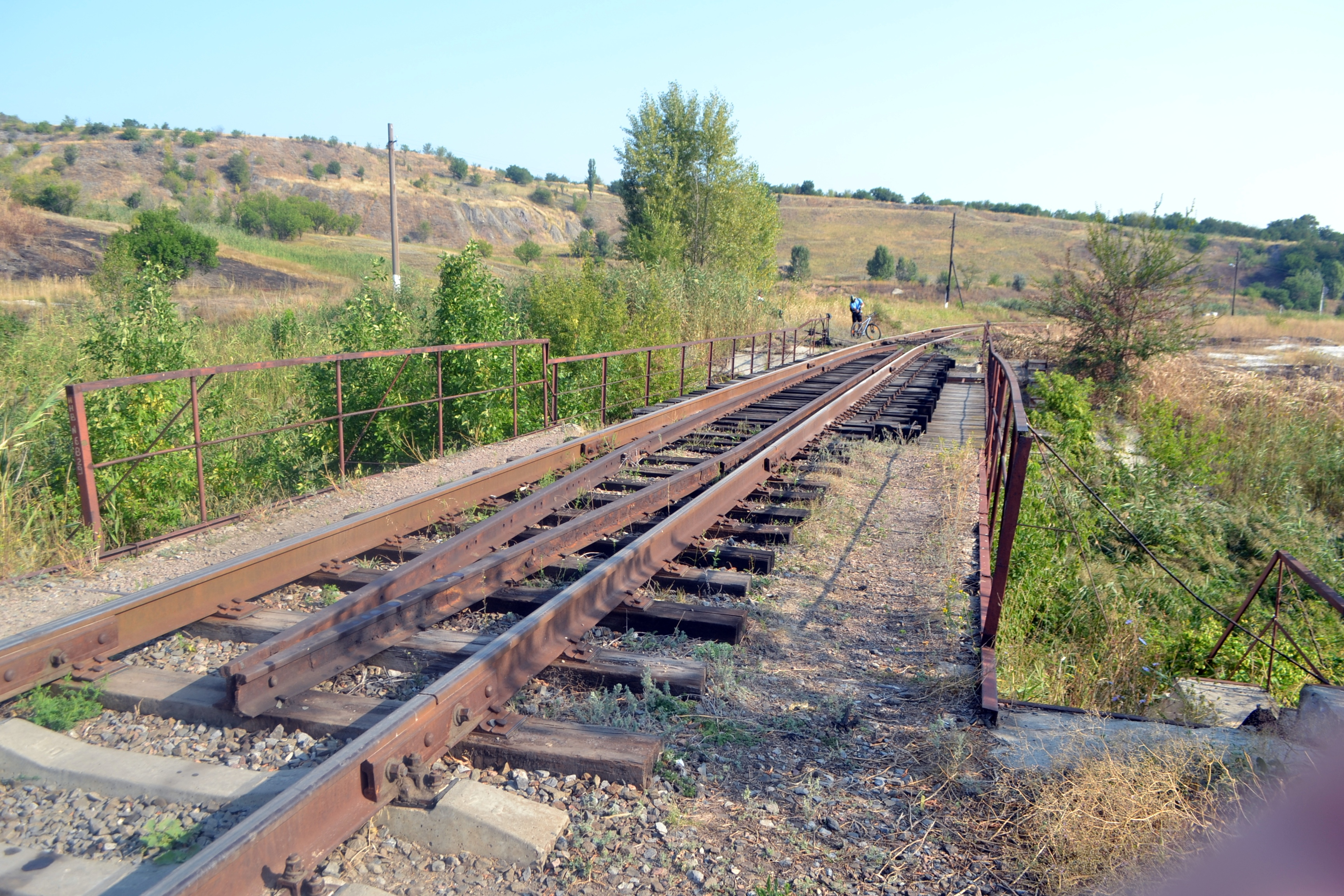
Мехскло, міст через р. Біленьку, 2019 р.
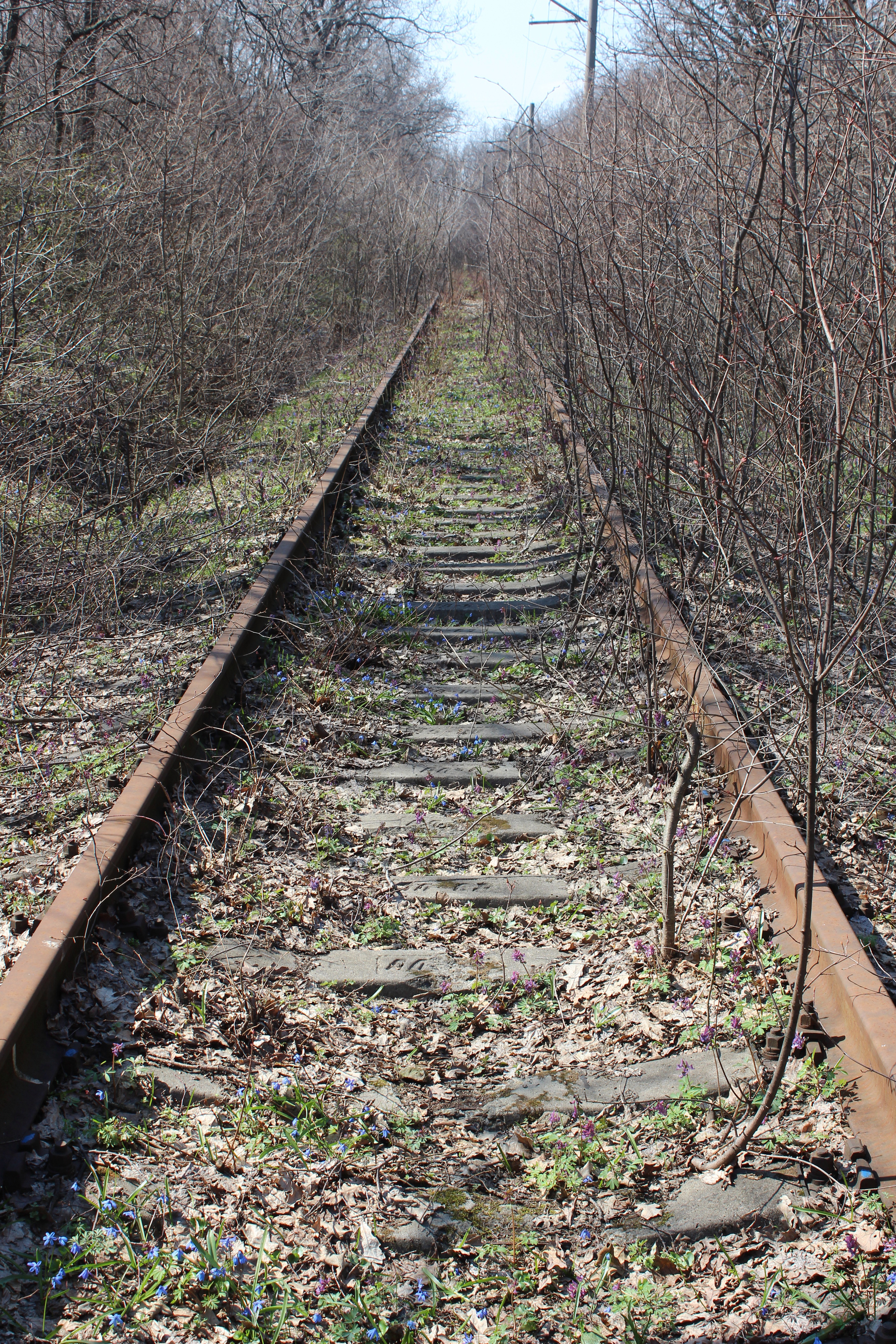
Ділянка до НПЗ, 2019 р.
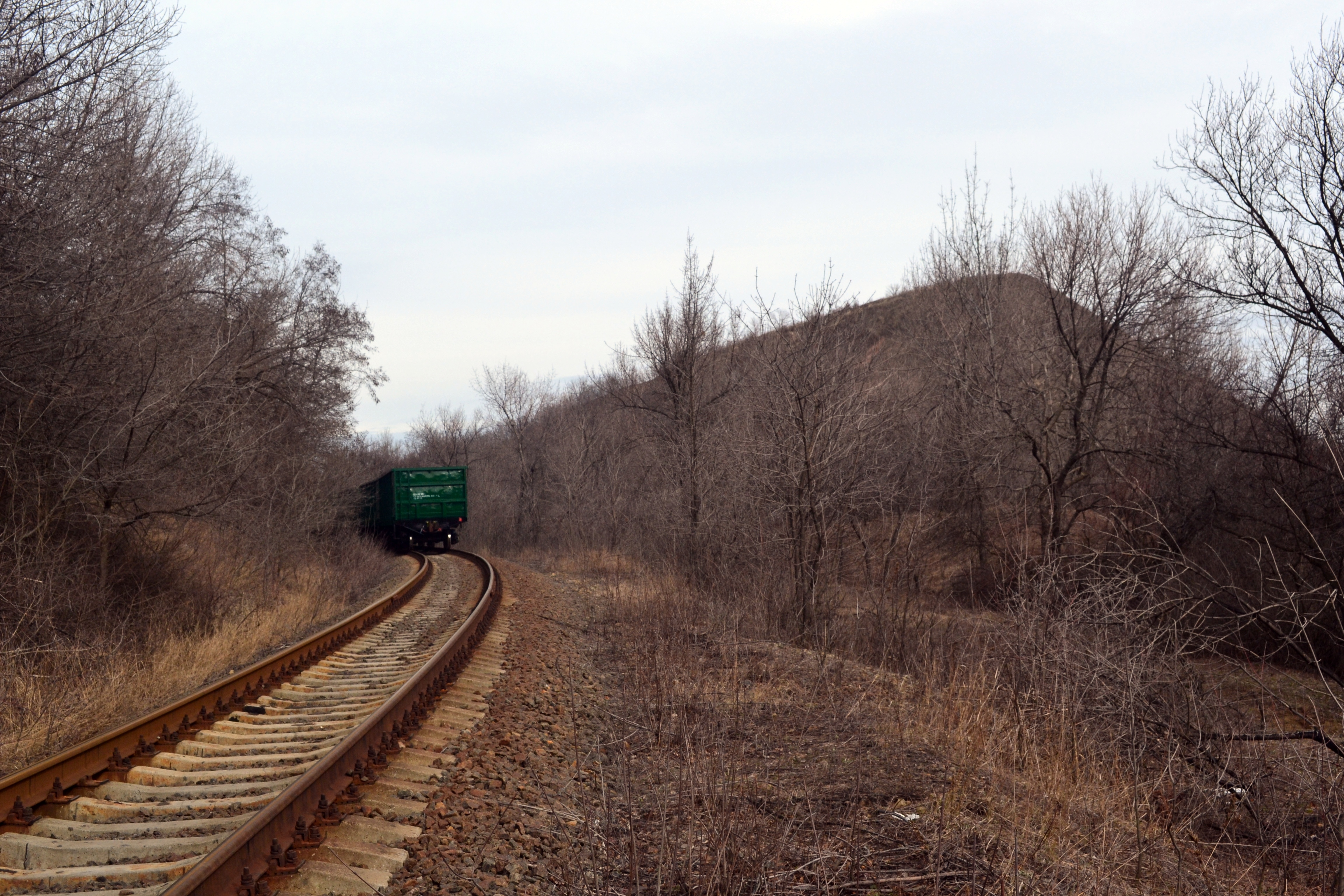
Шахта Мельникова-7, 2020 р.

## Станції
- Станція Лисичанськ, побудована одночасно з дорогою у 1879 р.

- Станція Любимівка з'явилася в 1894 році, перейменували її в Переїзну 1 травня 1902 року.

У 1892 році на 137 десятинах орендованої землі селян села Верхнього був побудований Донецький содовий завод акціонерного товариства «Сольве, Любимов і Ко», а пізніше і на 100 десятинах землі тих самих селян, цементний завод «Товариства Чорноморського цементного виробництва в Новооссійську». Так з'явився роз'їзд Любимівка.
- Станція Насвітевич побудована у 1899 році одночасно з подовженням дороги .

- Станція Вовчоярська отримала свою назву тільки в 1929 році. У 2013 році її було переведено з категорії «станція» у категорію «зупиночний пункт».

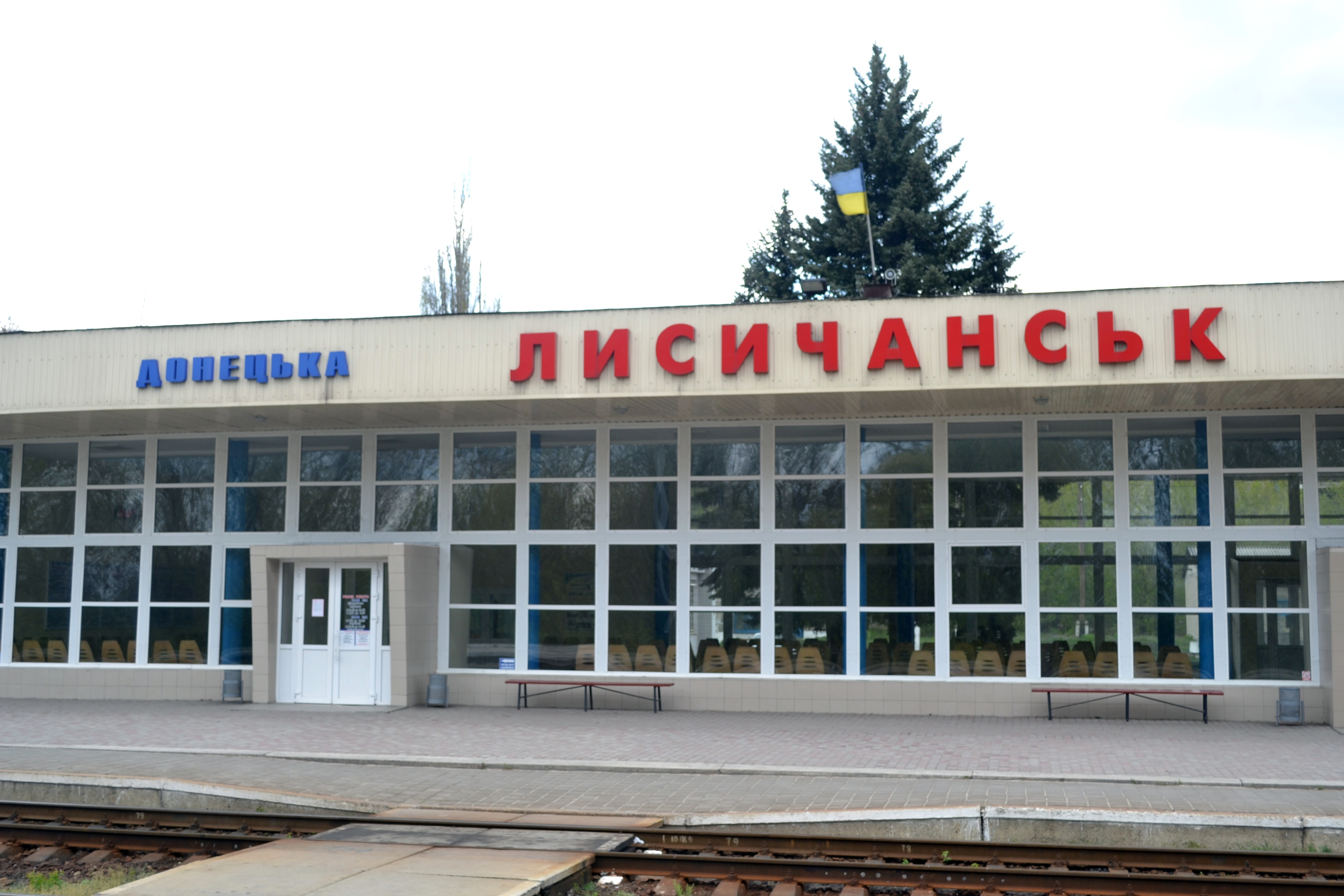
Лисичанськ
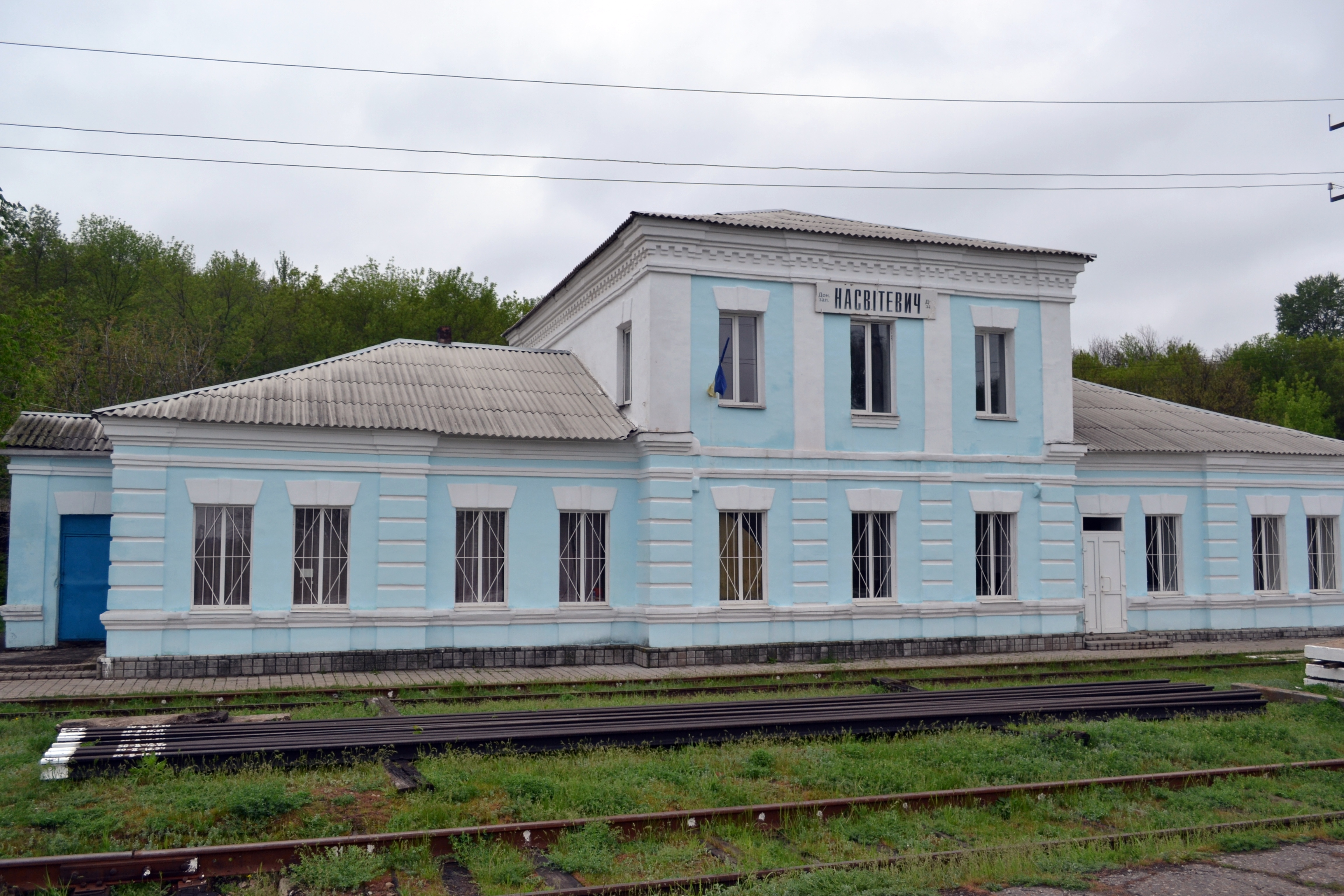
Насвітевич
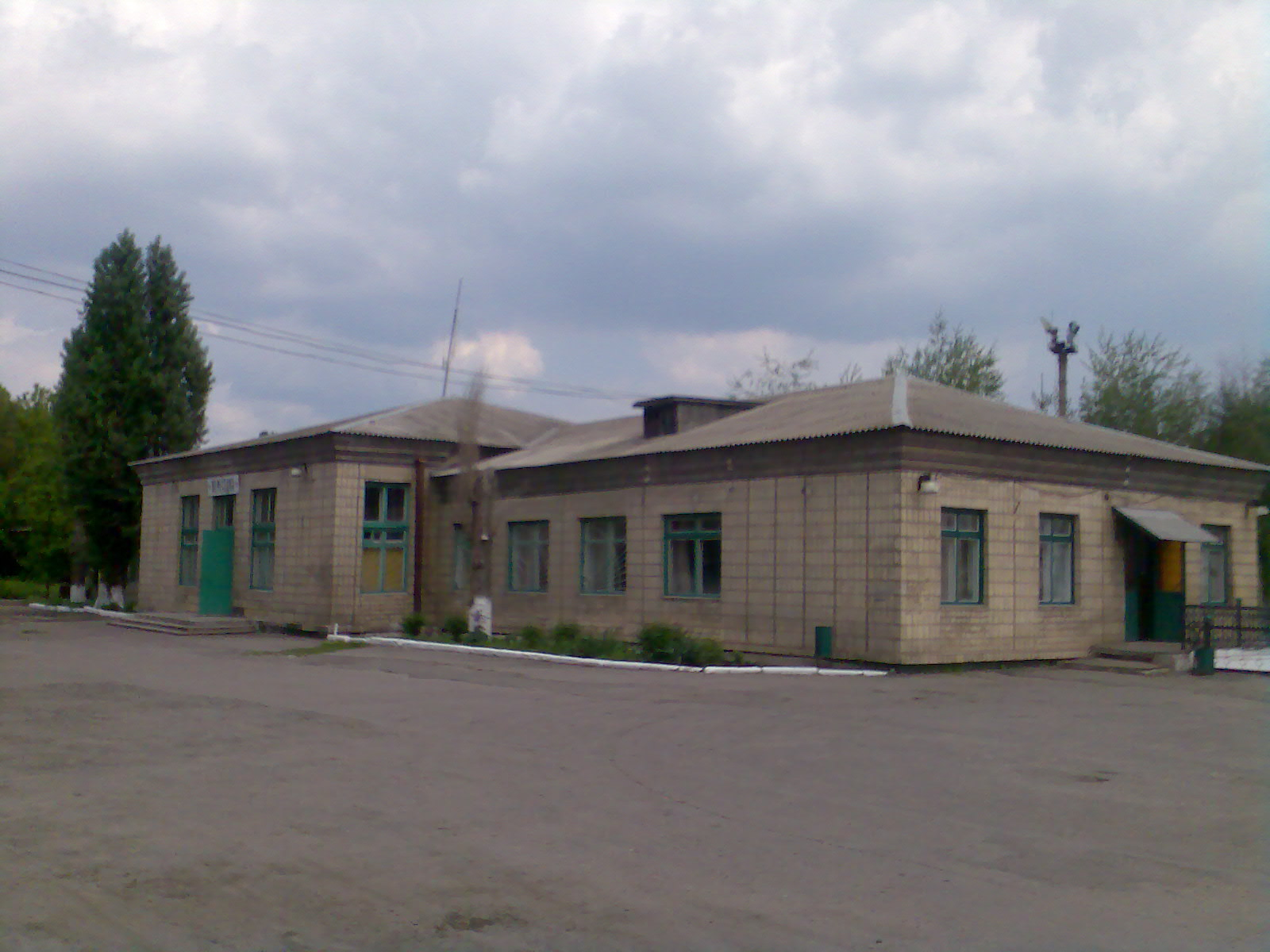
Переїзна
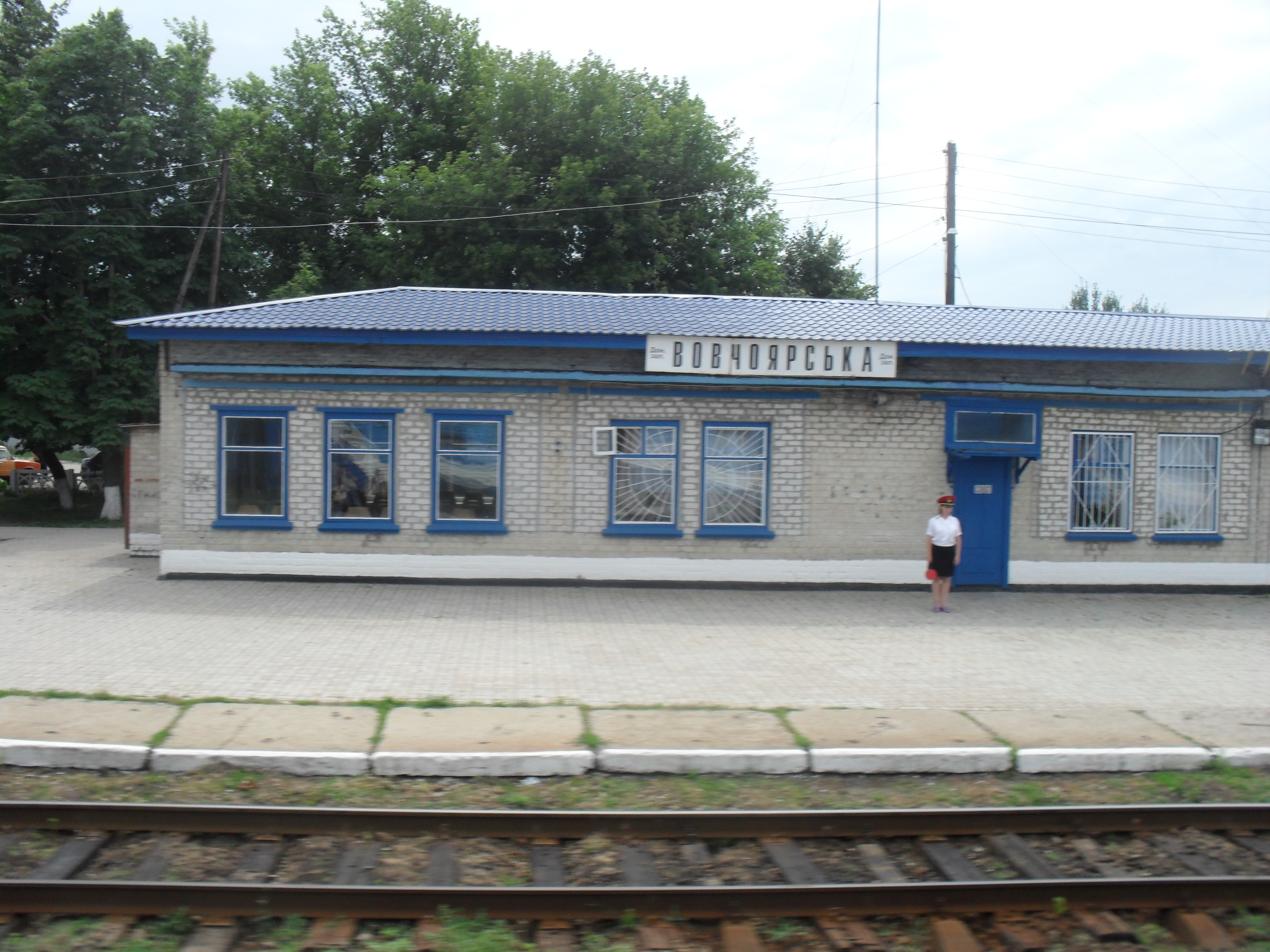
Вовчоярська

## Водопропускні тунелі
Для пропуску води, що ярами збігає з Лисичанських круч, під залізничним насипом було побудовано майже 50 тунелів.
У якості матеріалу використано тесаний пісковик, стелі побудовані у формі арки. Пізніше, при прокладці другої колії, насип був розширено, а тунелі — подовжено.
Після 2 світової війни деяку мости-тунелі були підкріплені залізобетонними блоками.

Ісаєв яр. Два Водопропускні тунелі (мости)
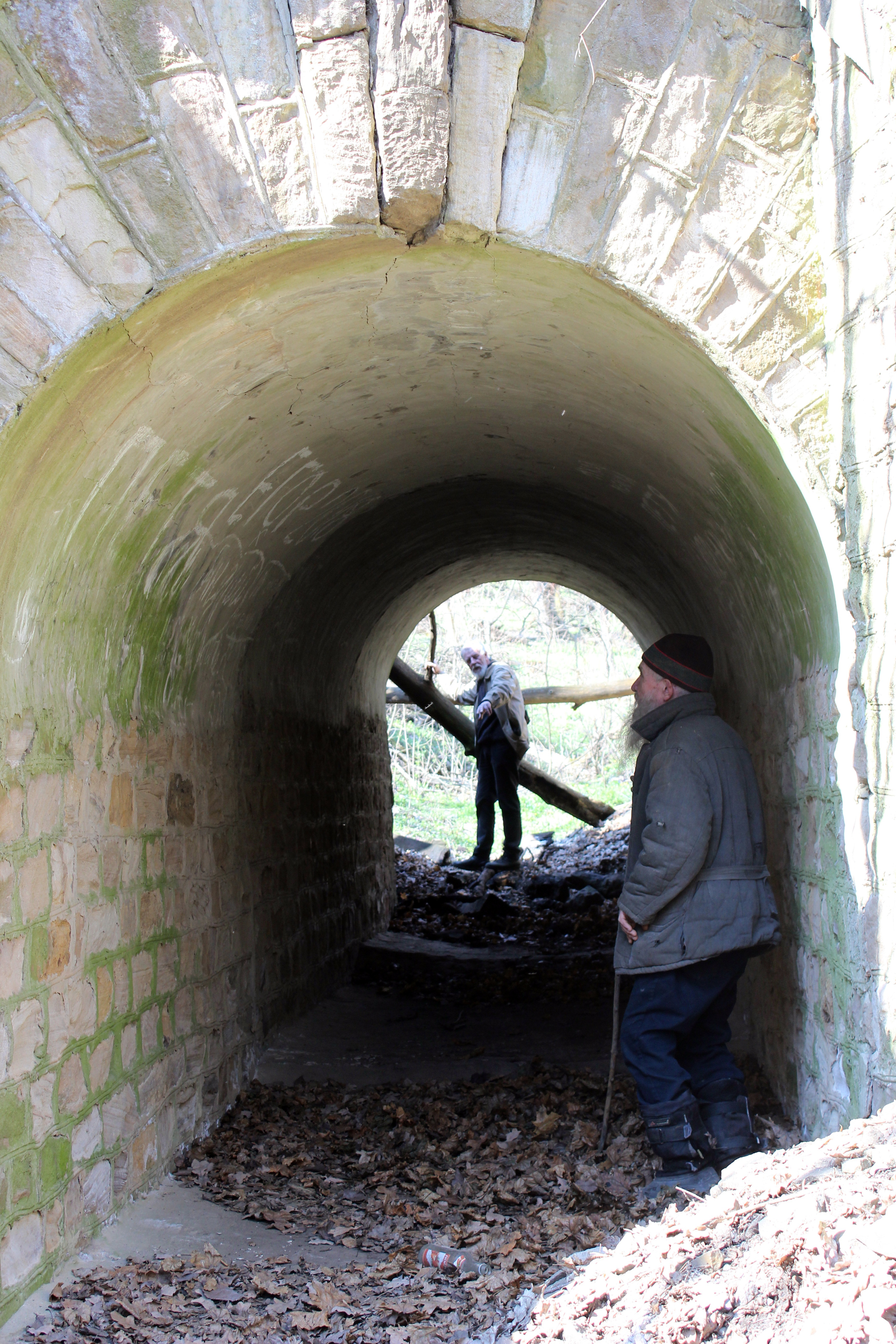
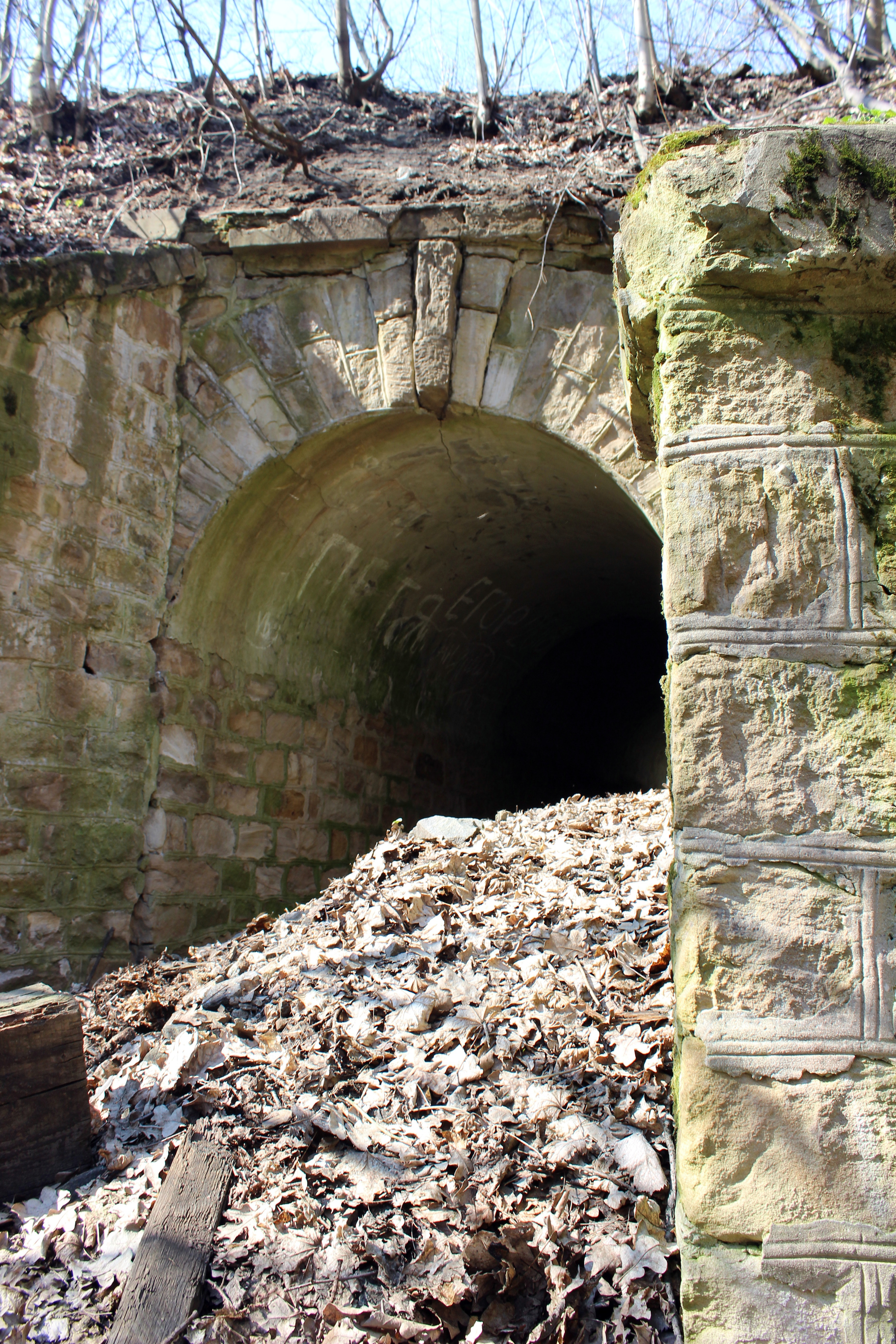
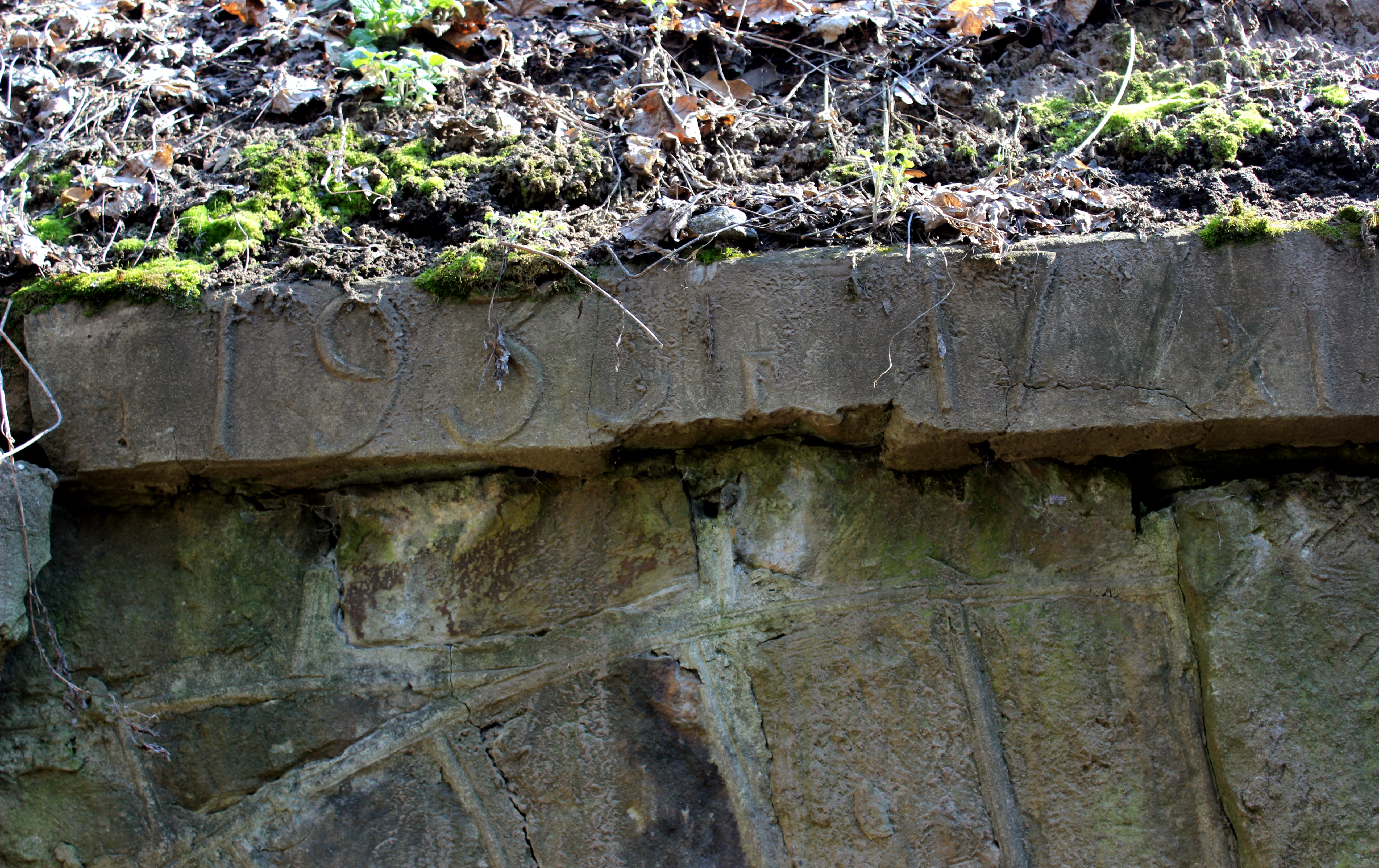
"1933г,АРТ"ель Ісаєв яр
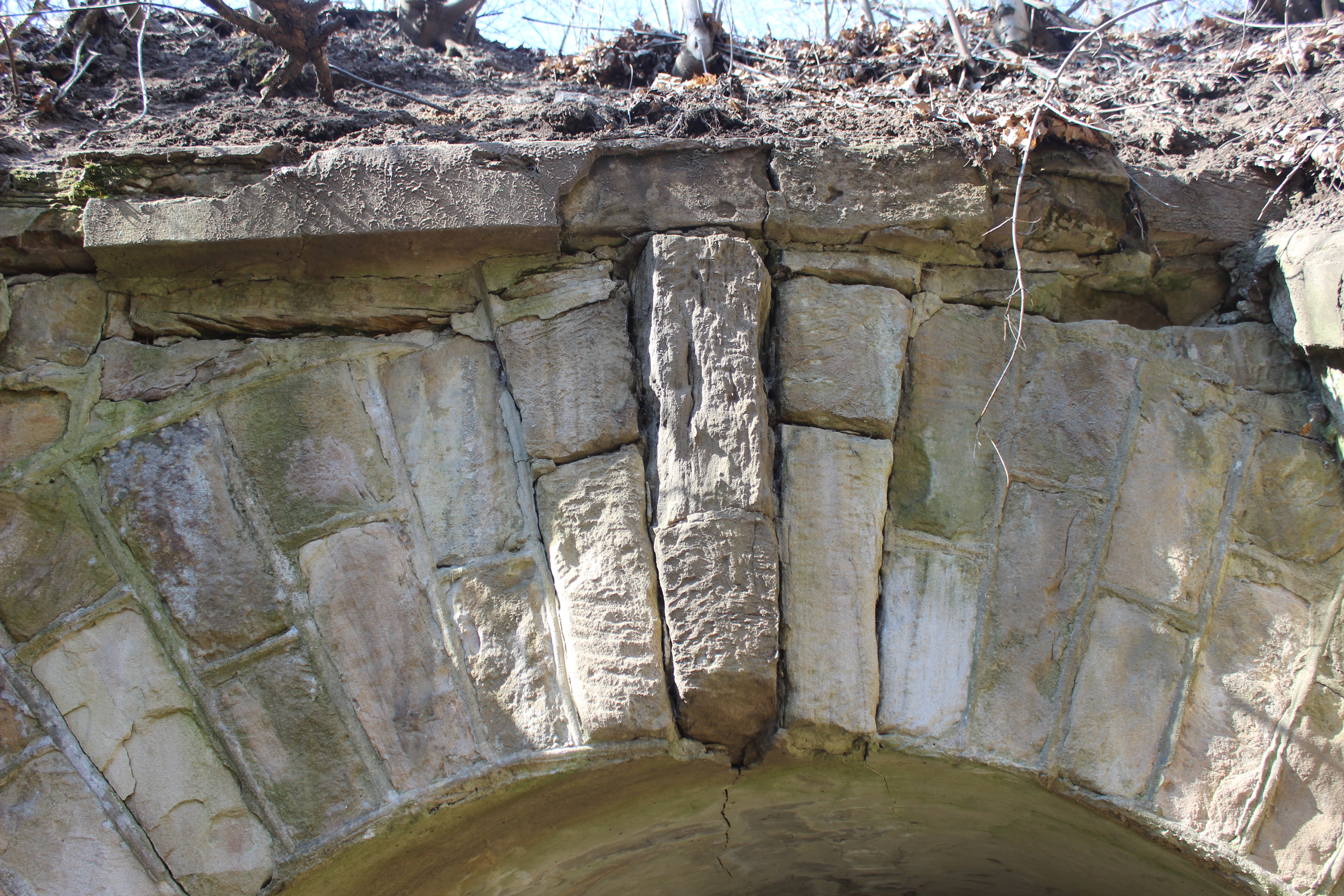
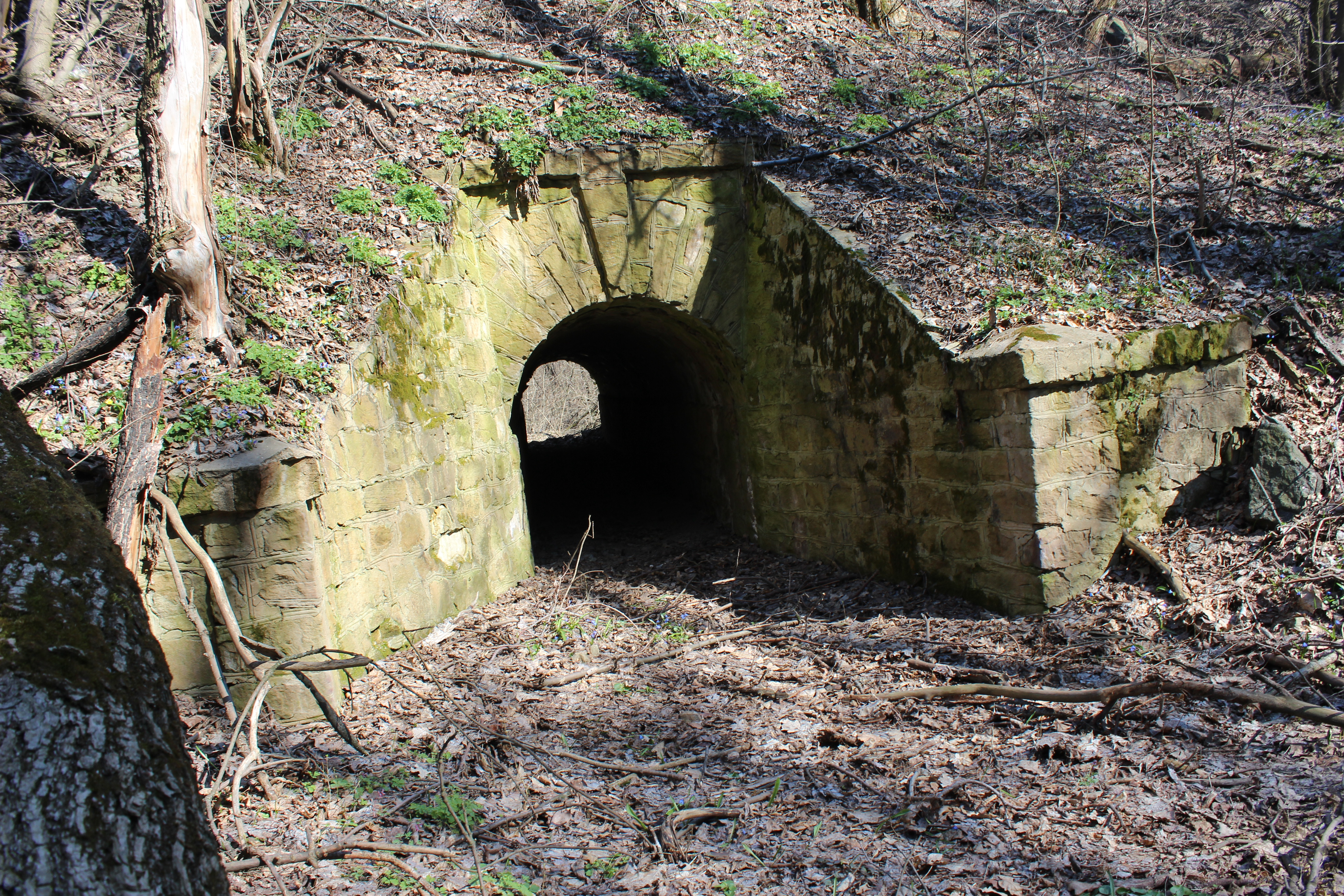
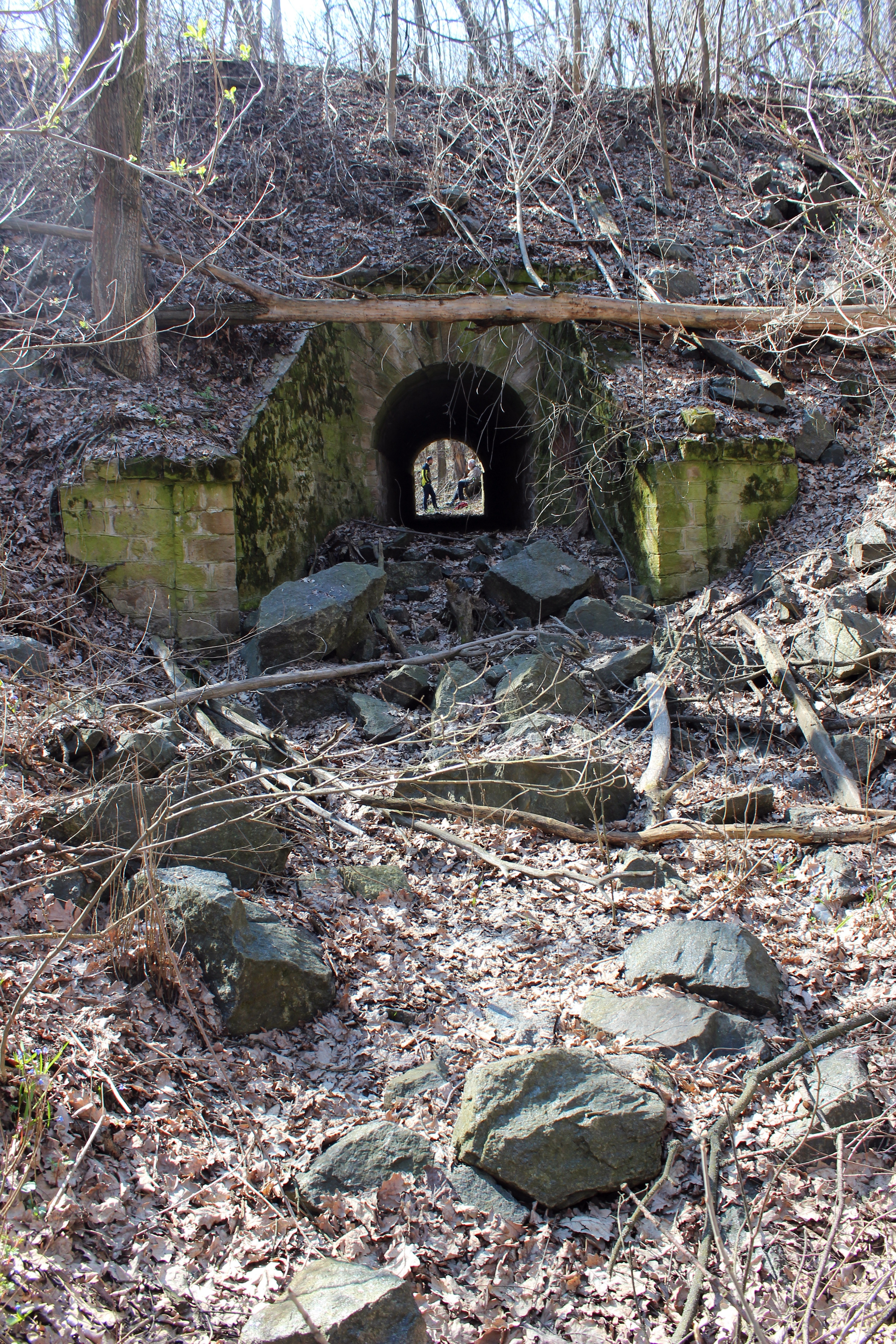

тунелі-мости вздовж східного схилу
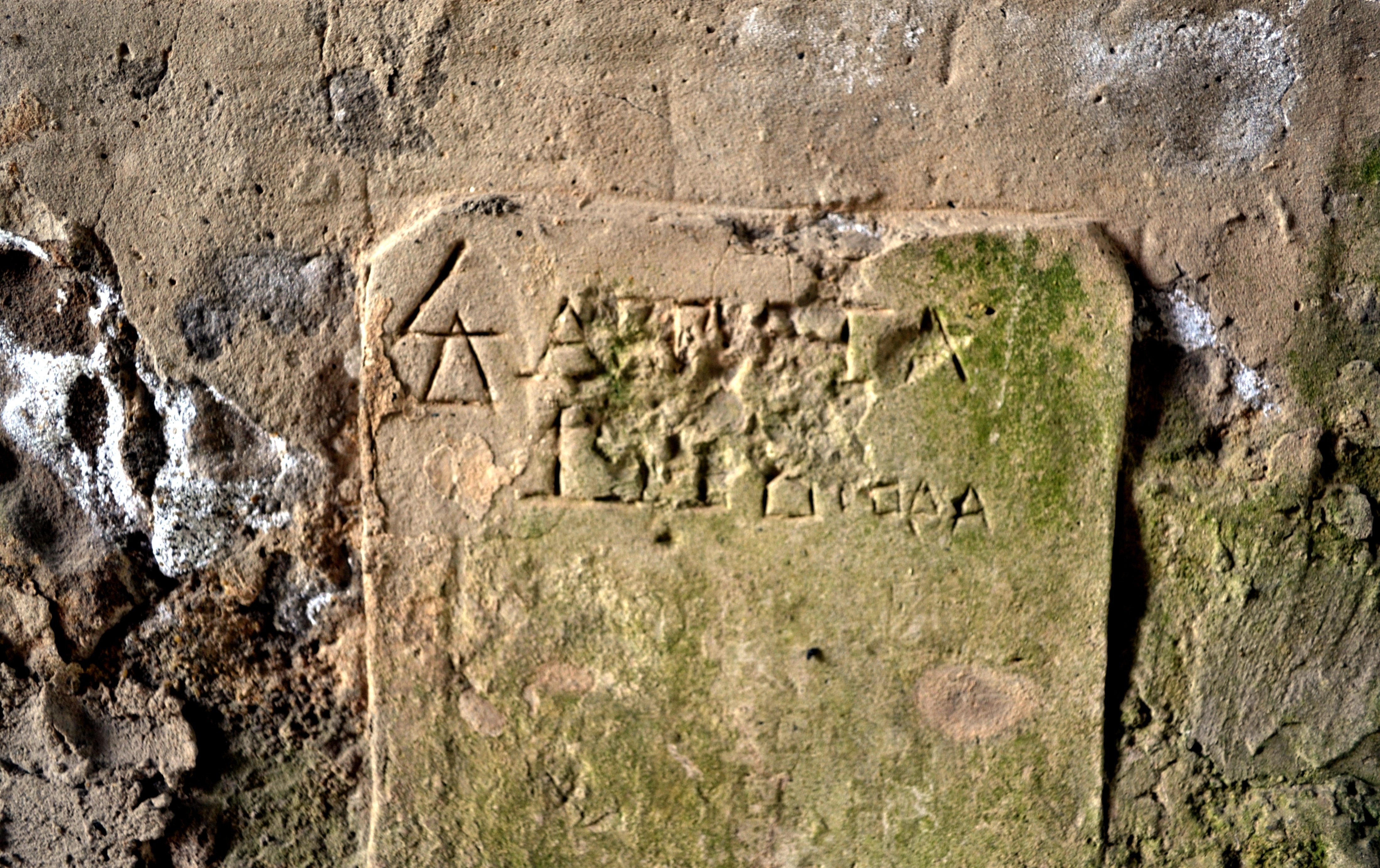
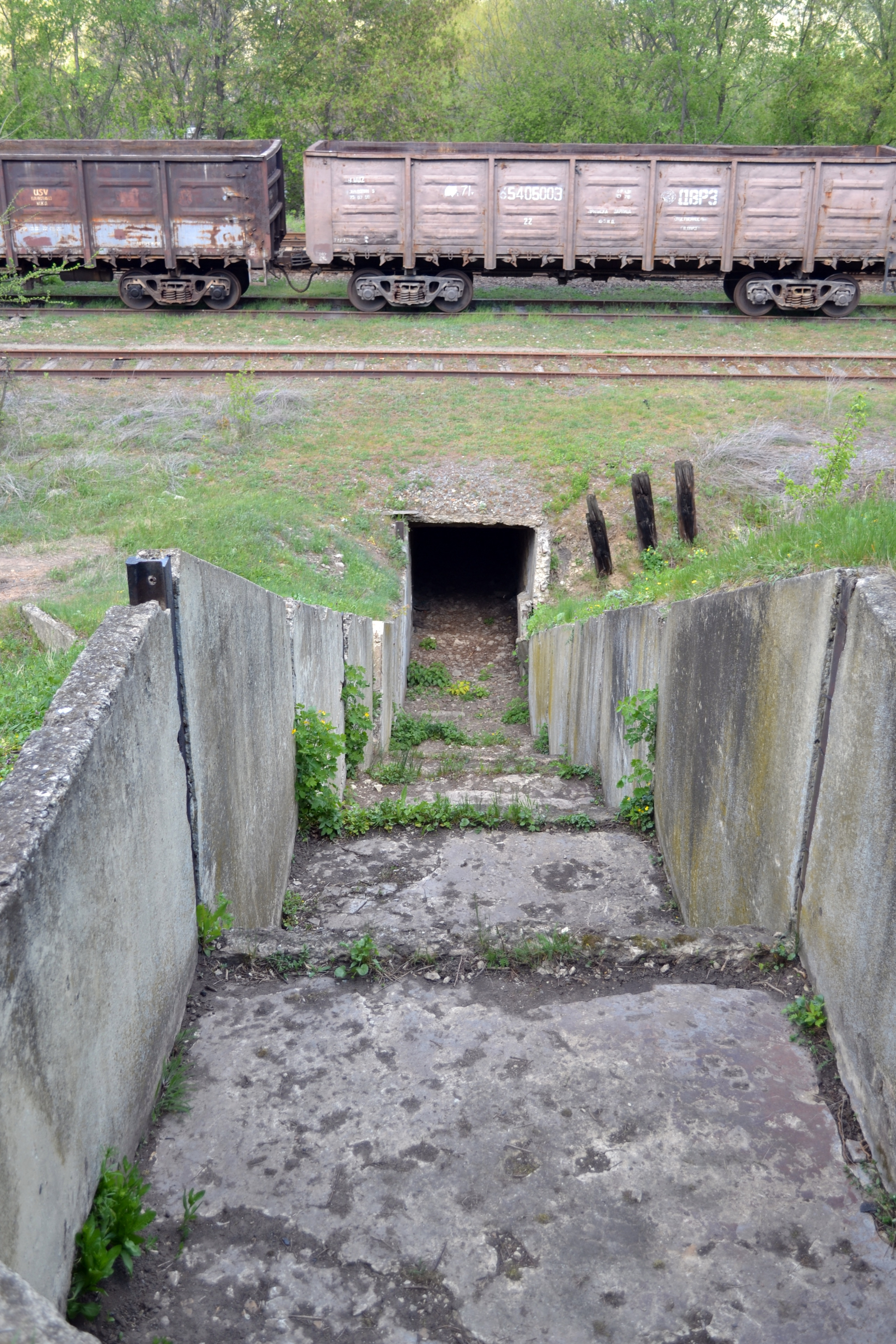
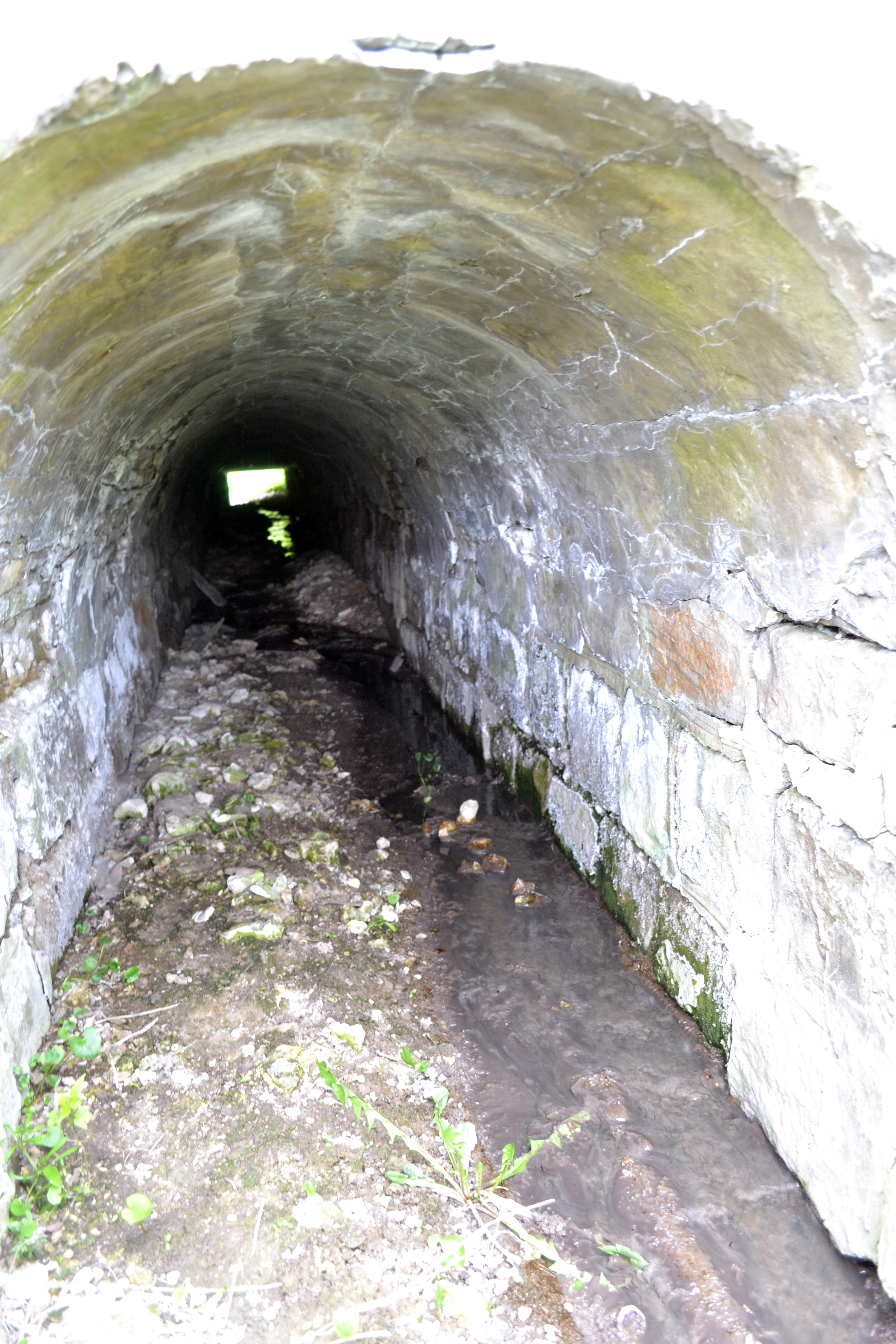
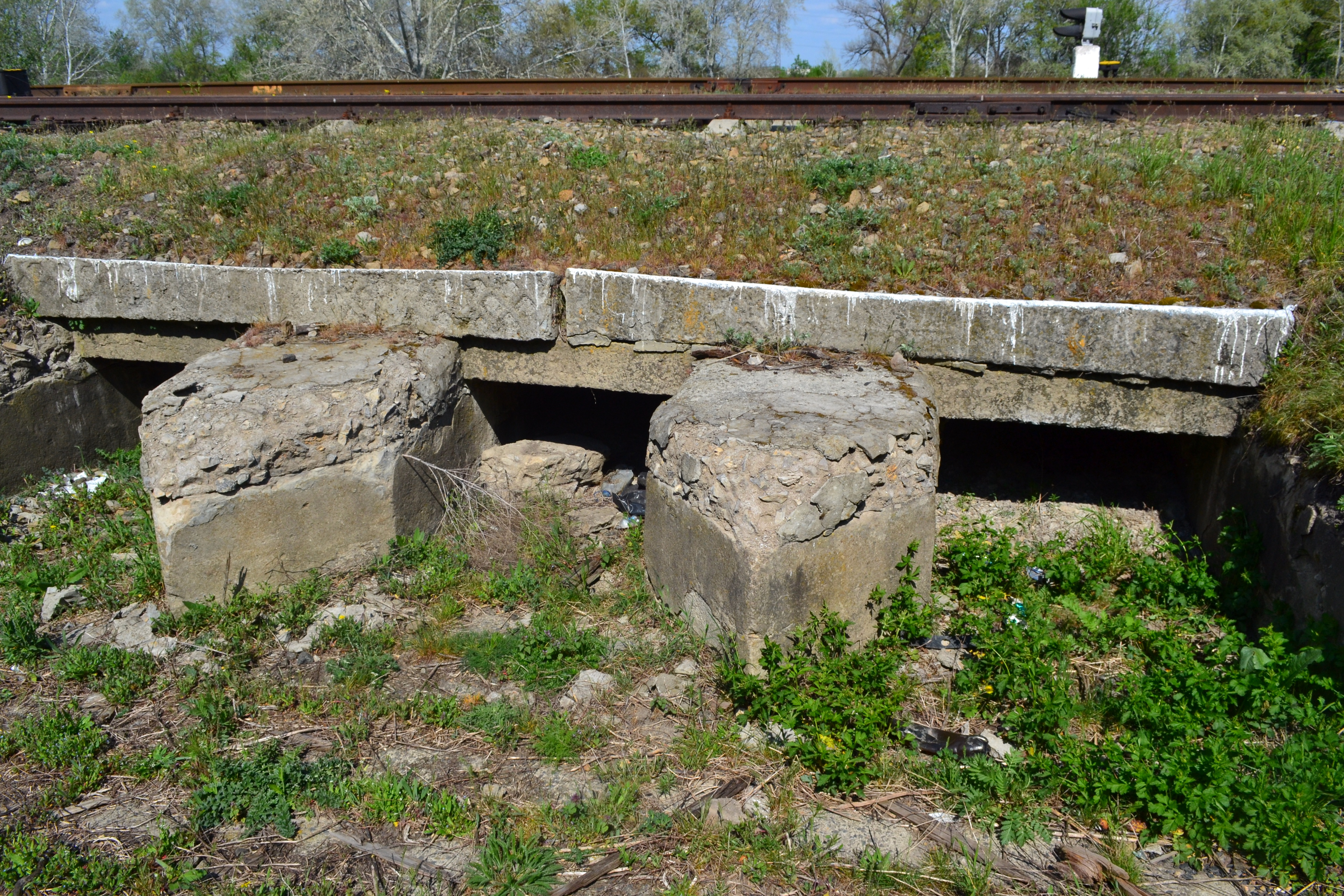
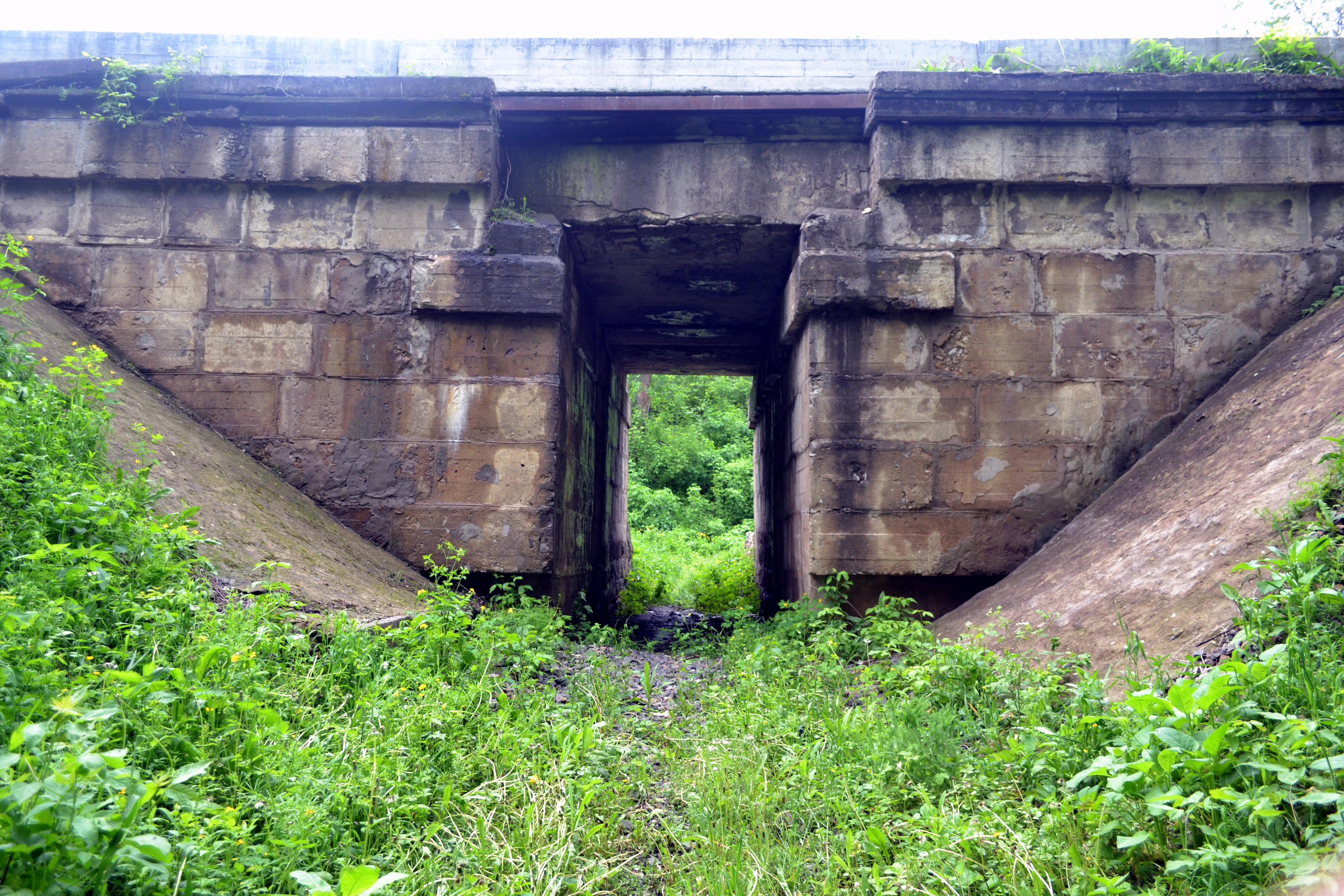
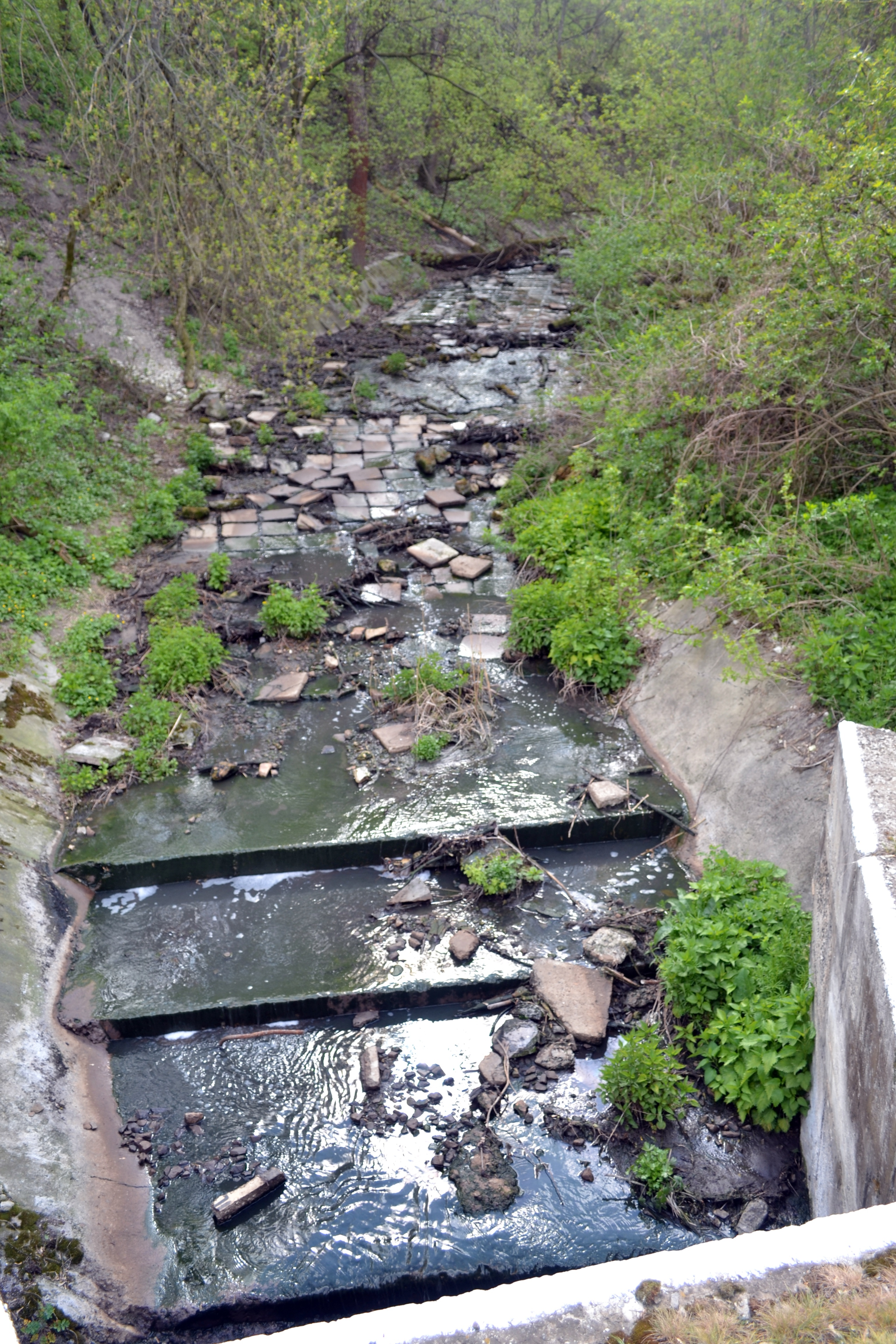

мости
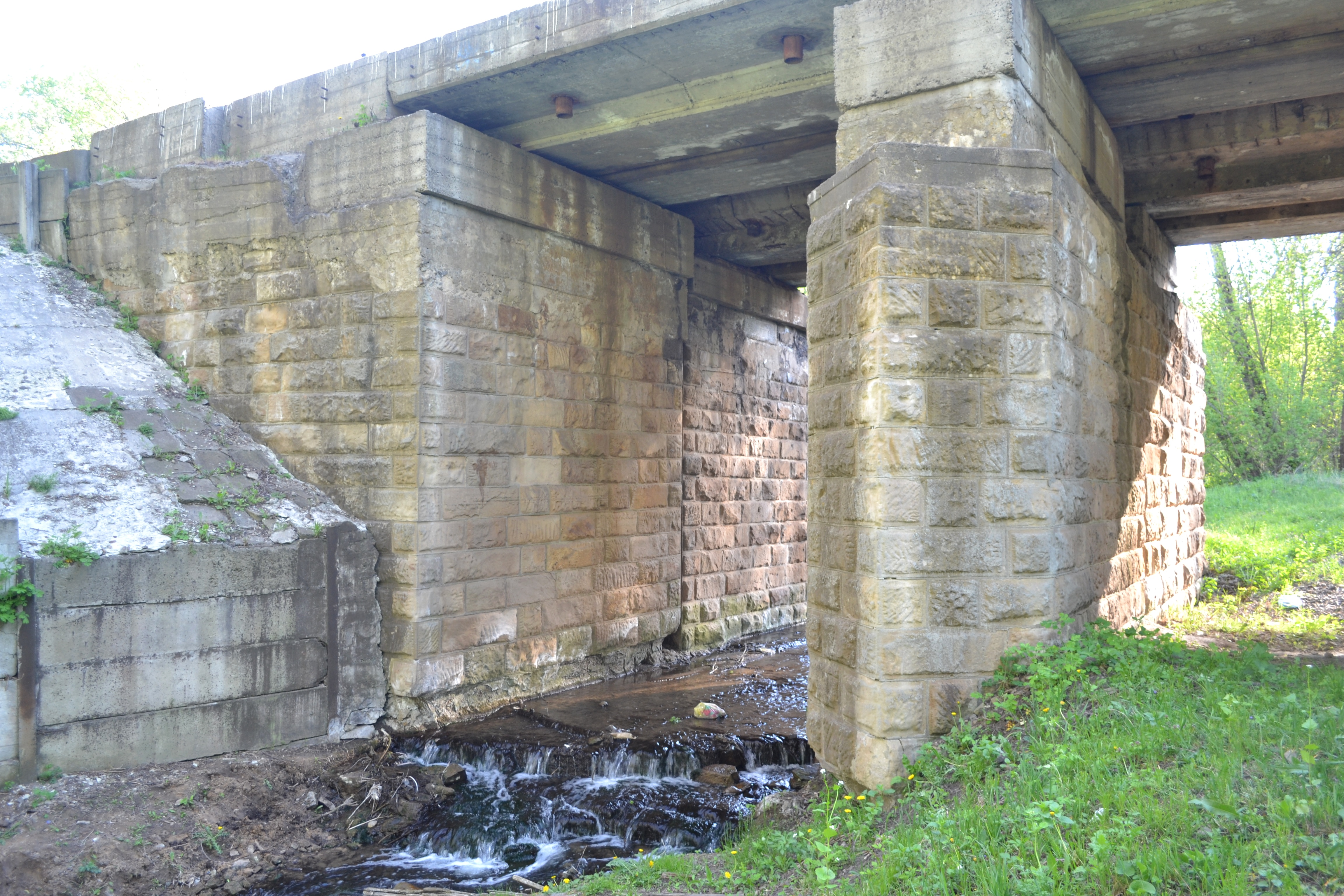
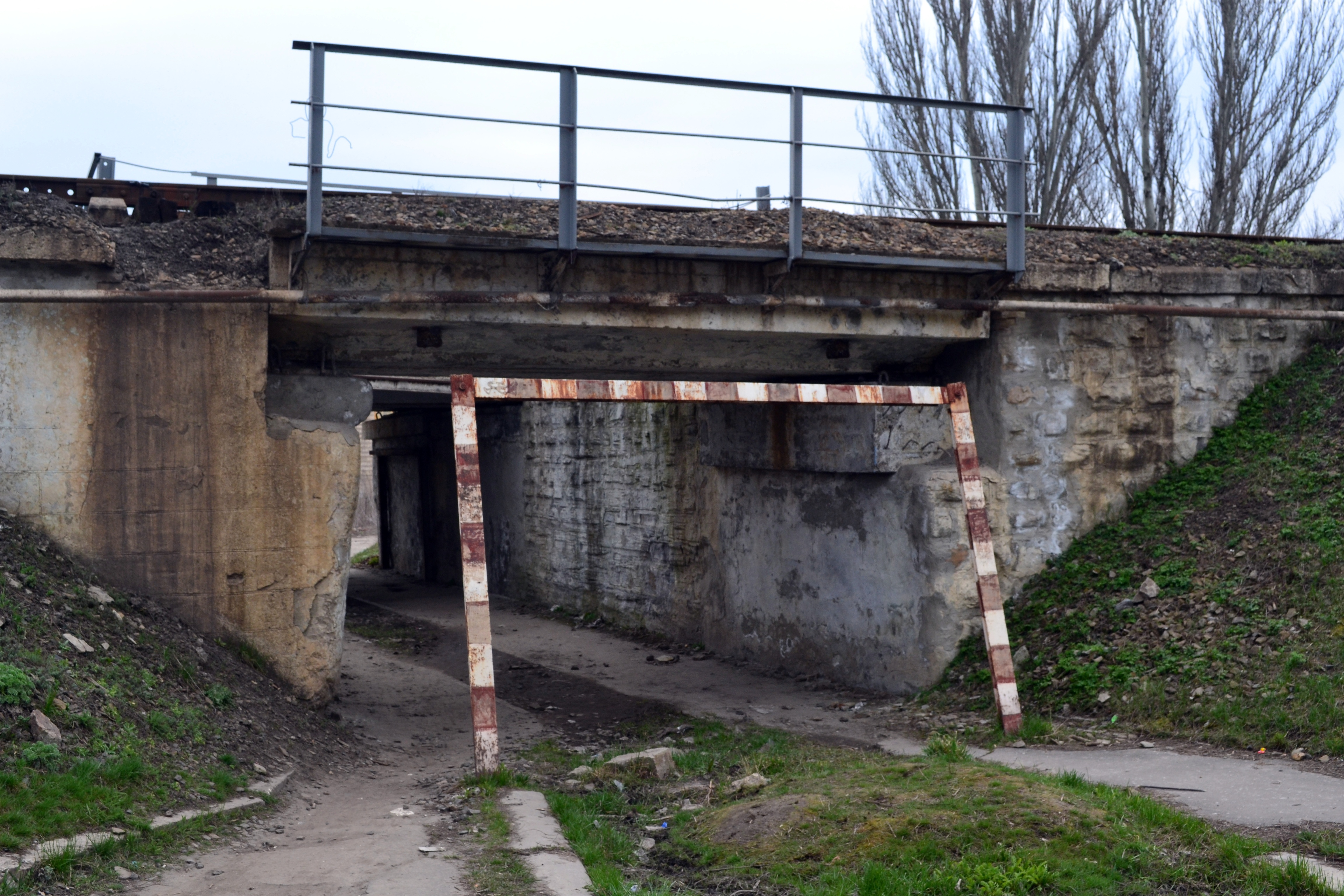
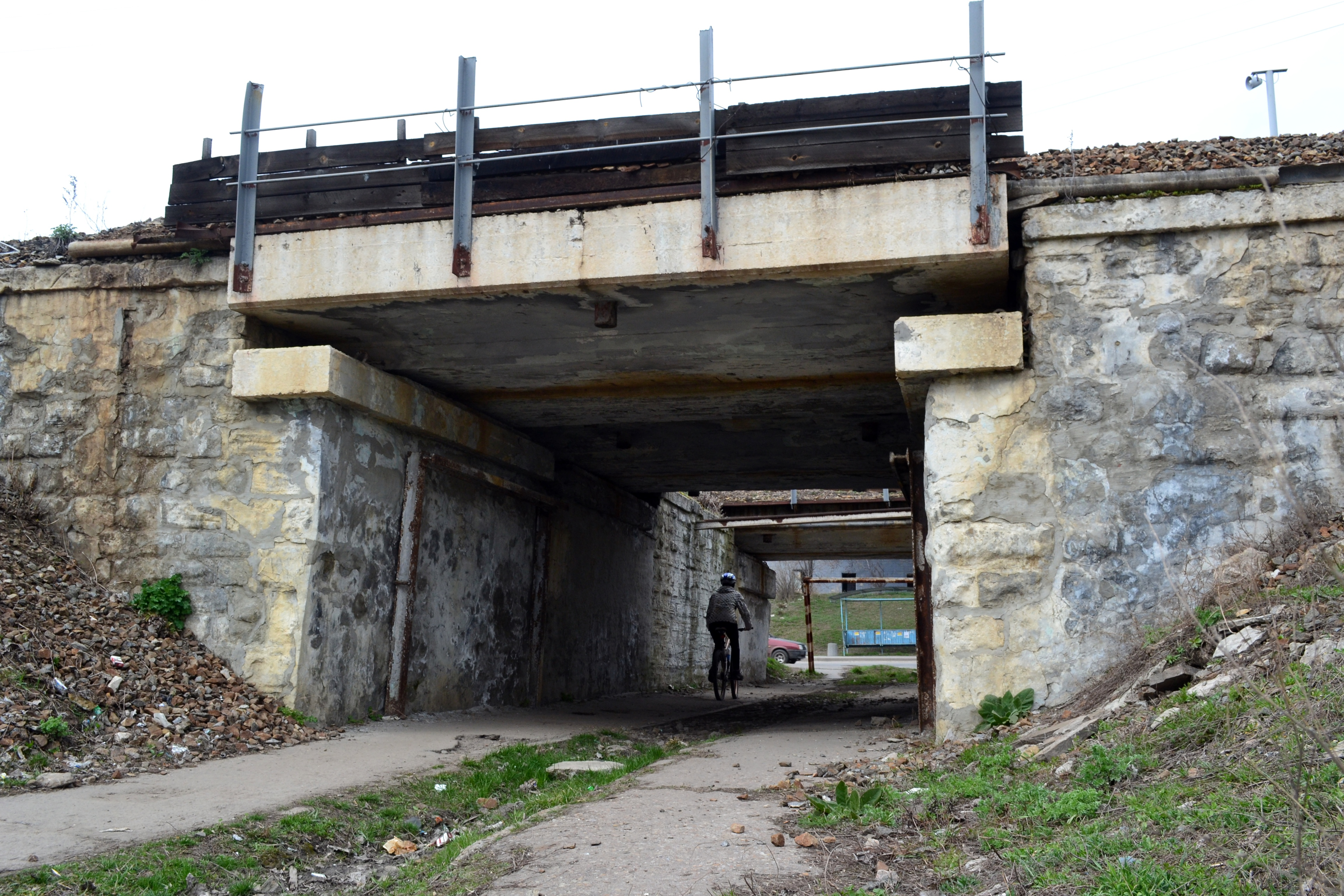
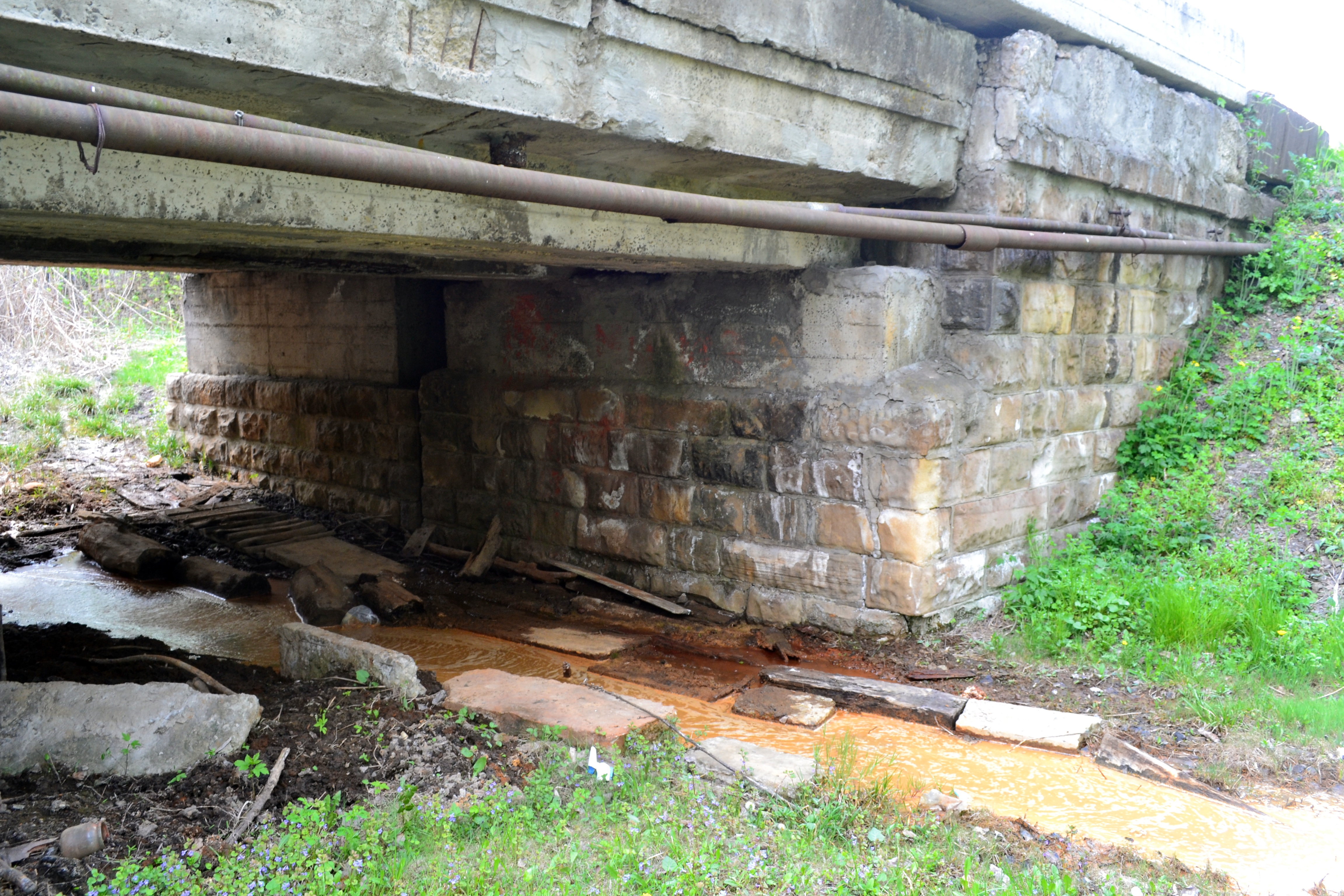
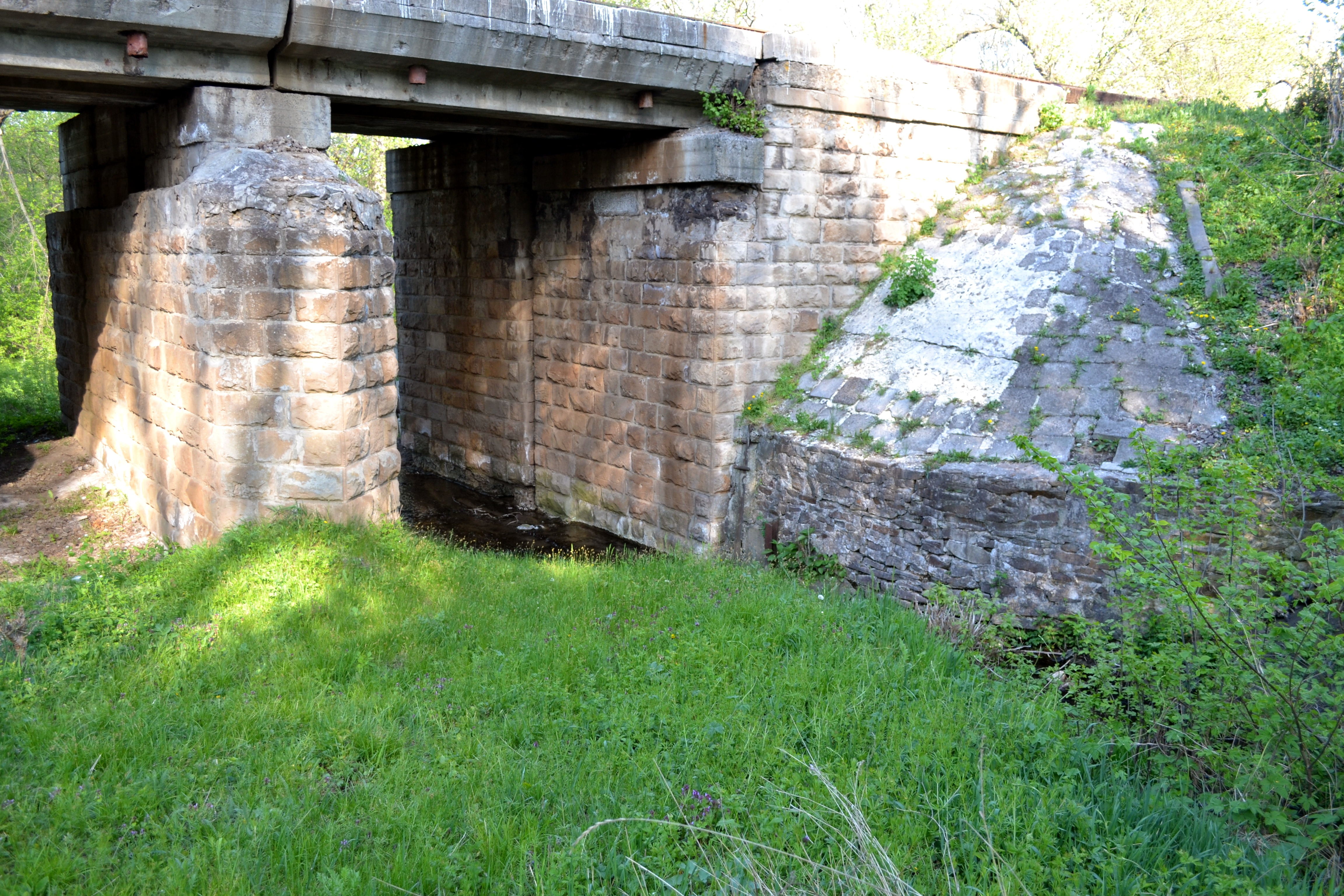
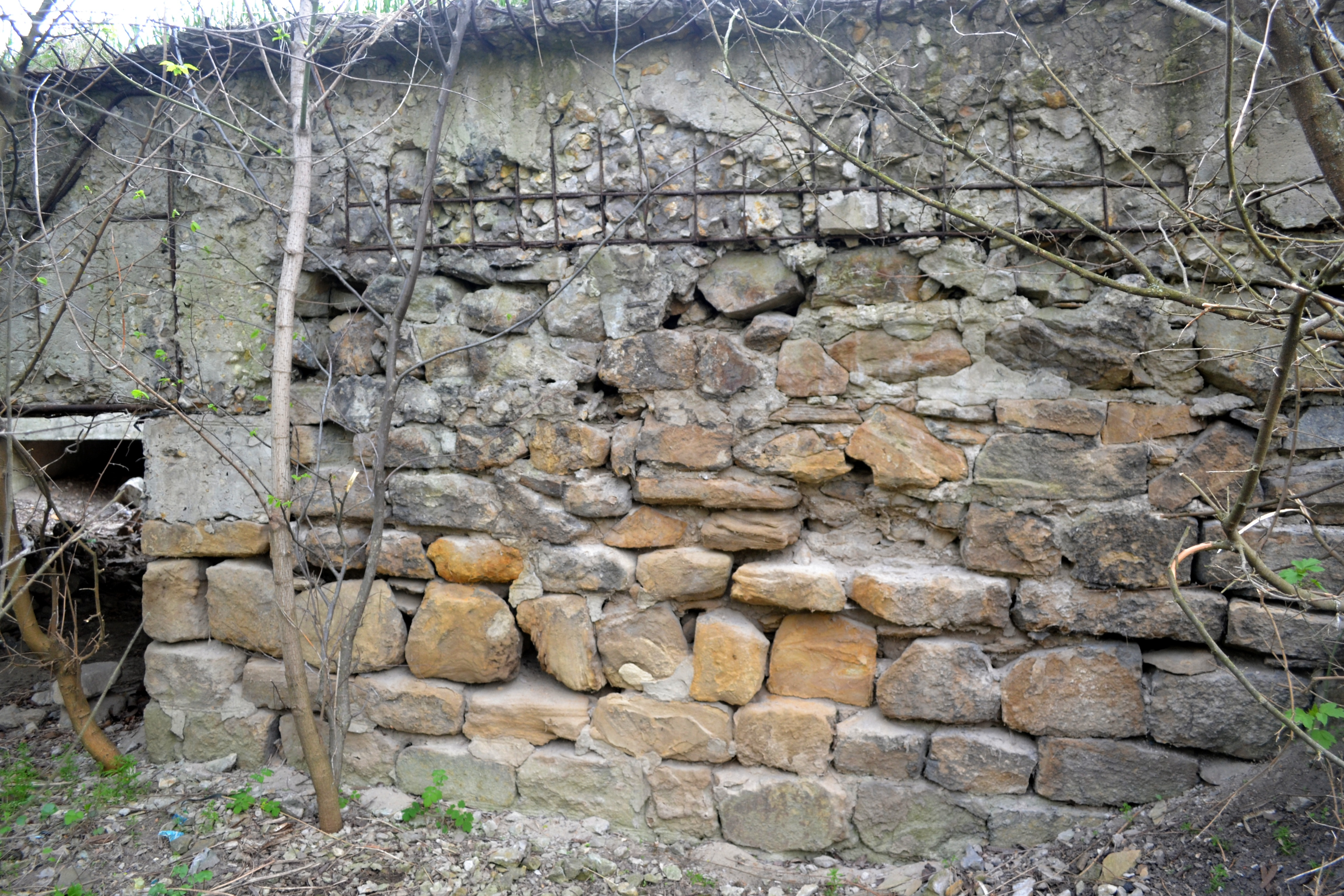
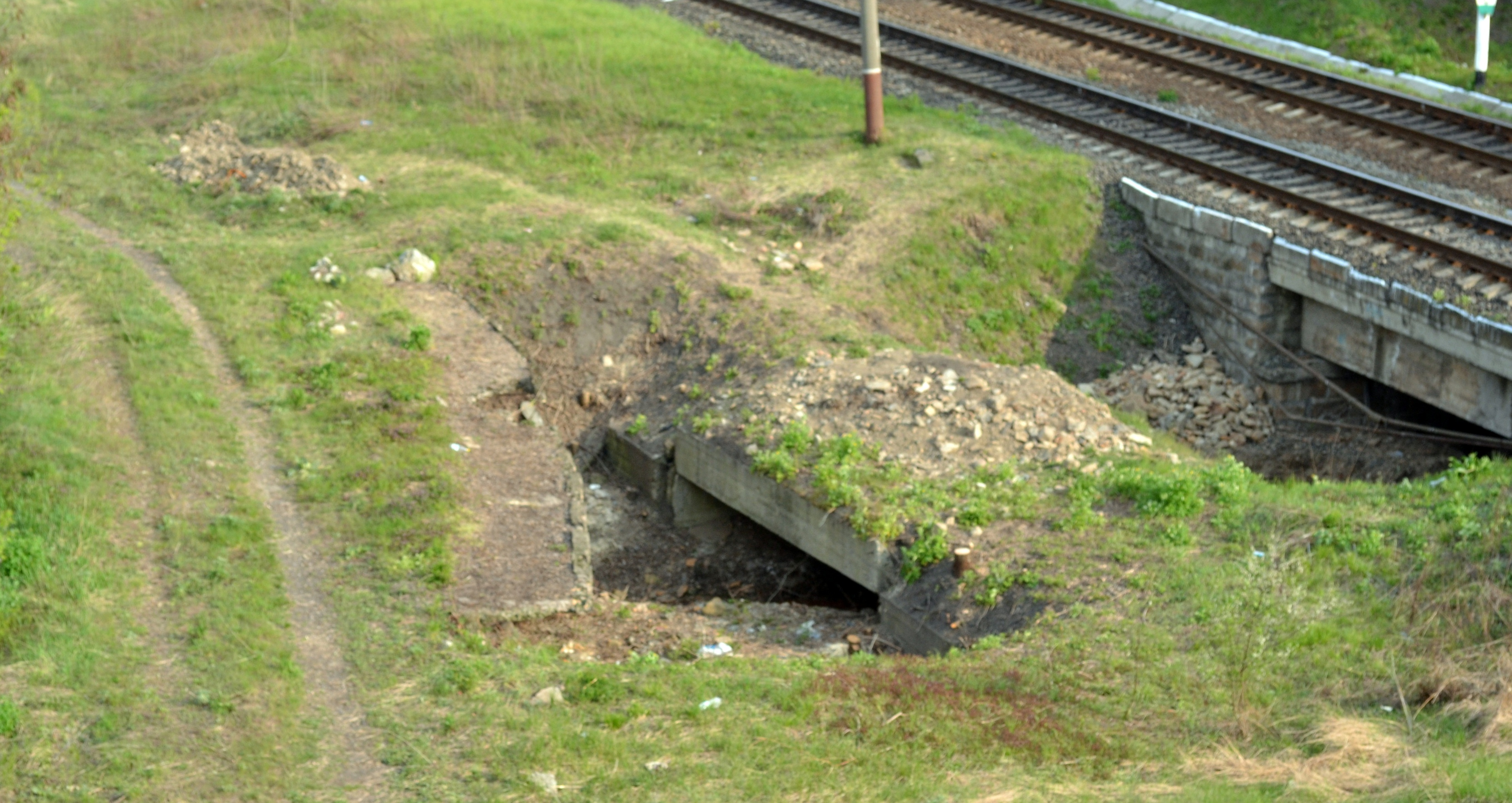

Шляхопровід. Лисичанськ, вул.Червона,1
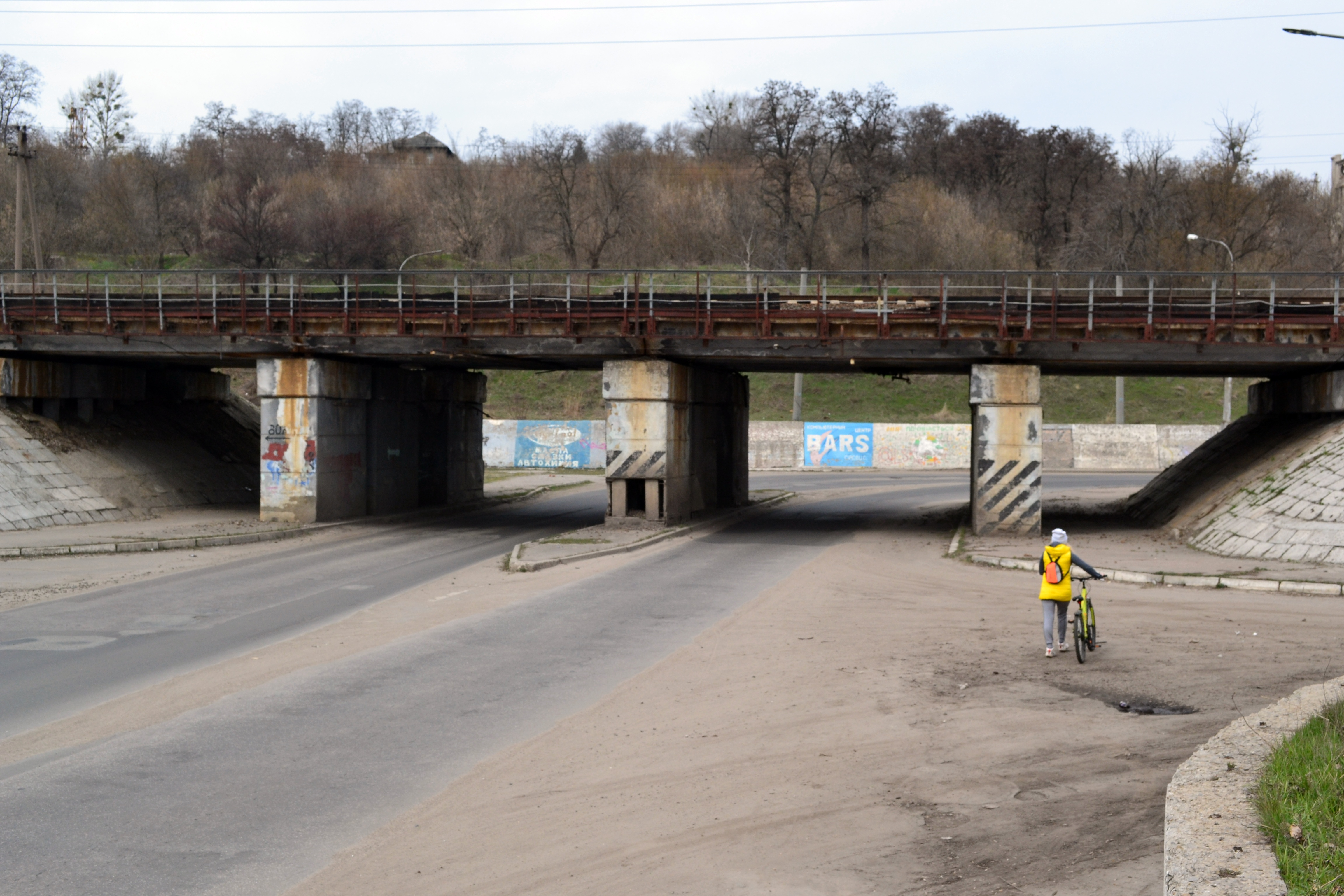
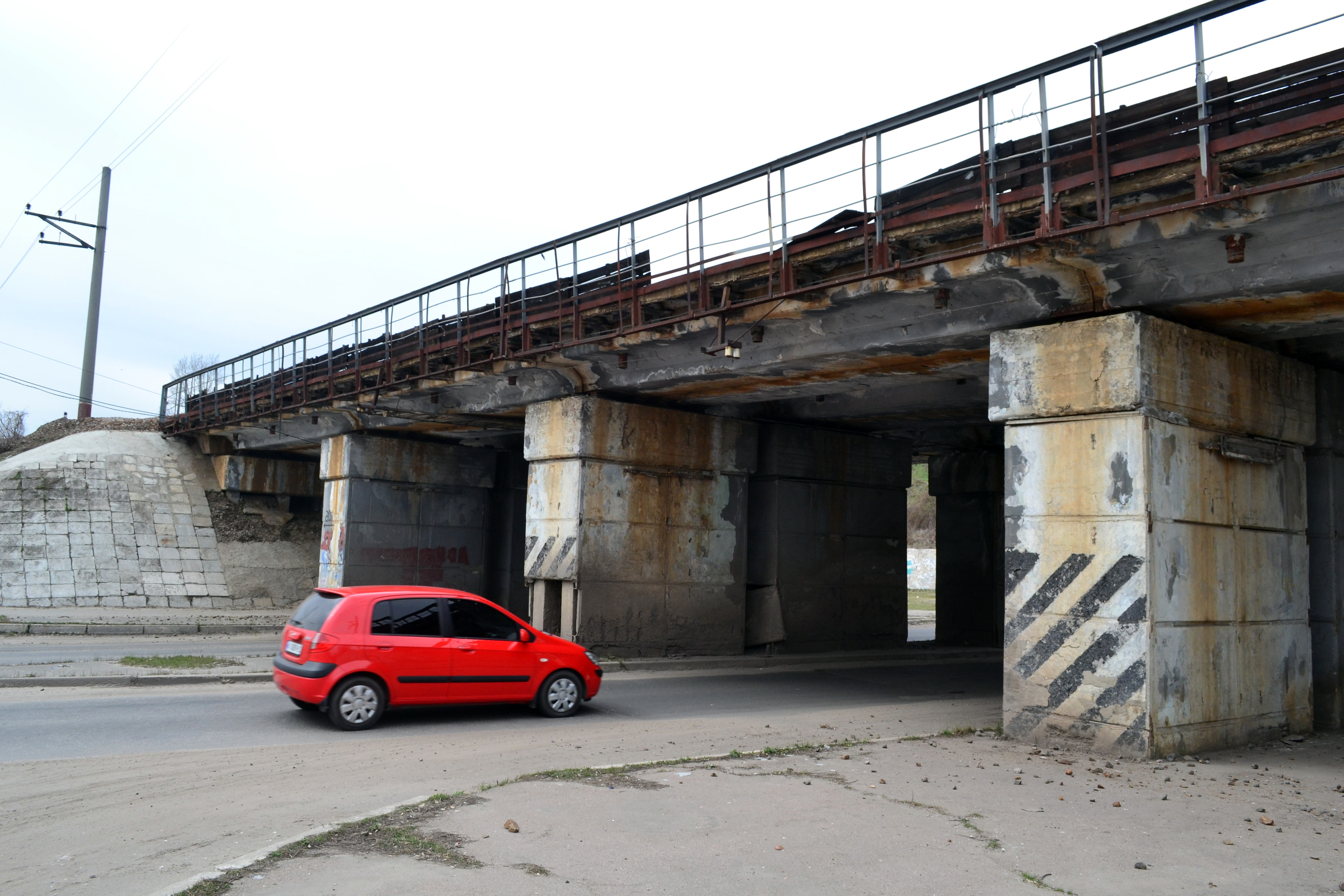

Дренажно-штольнева система захисту від зсувів
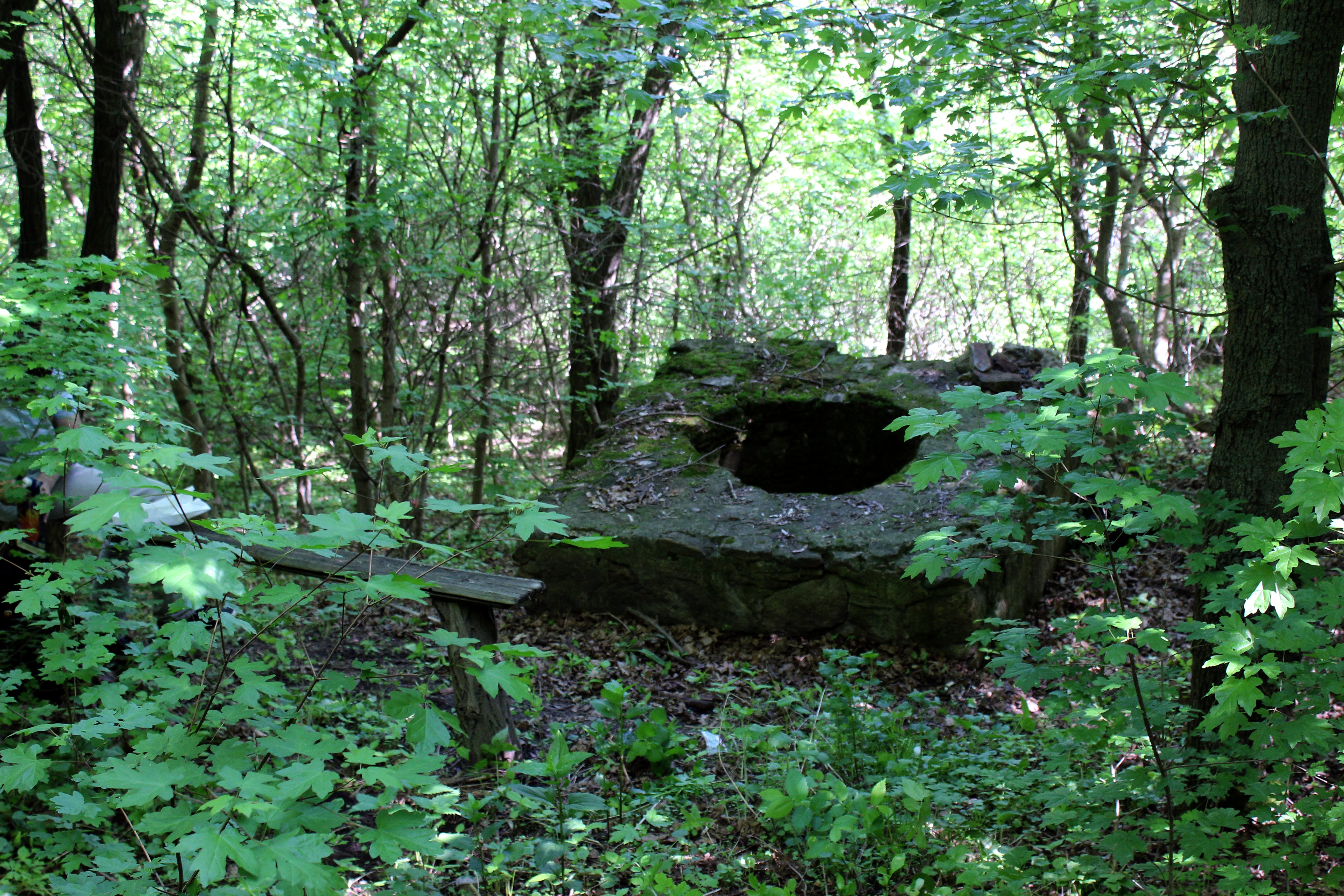
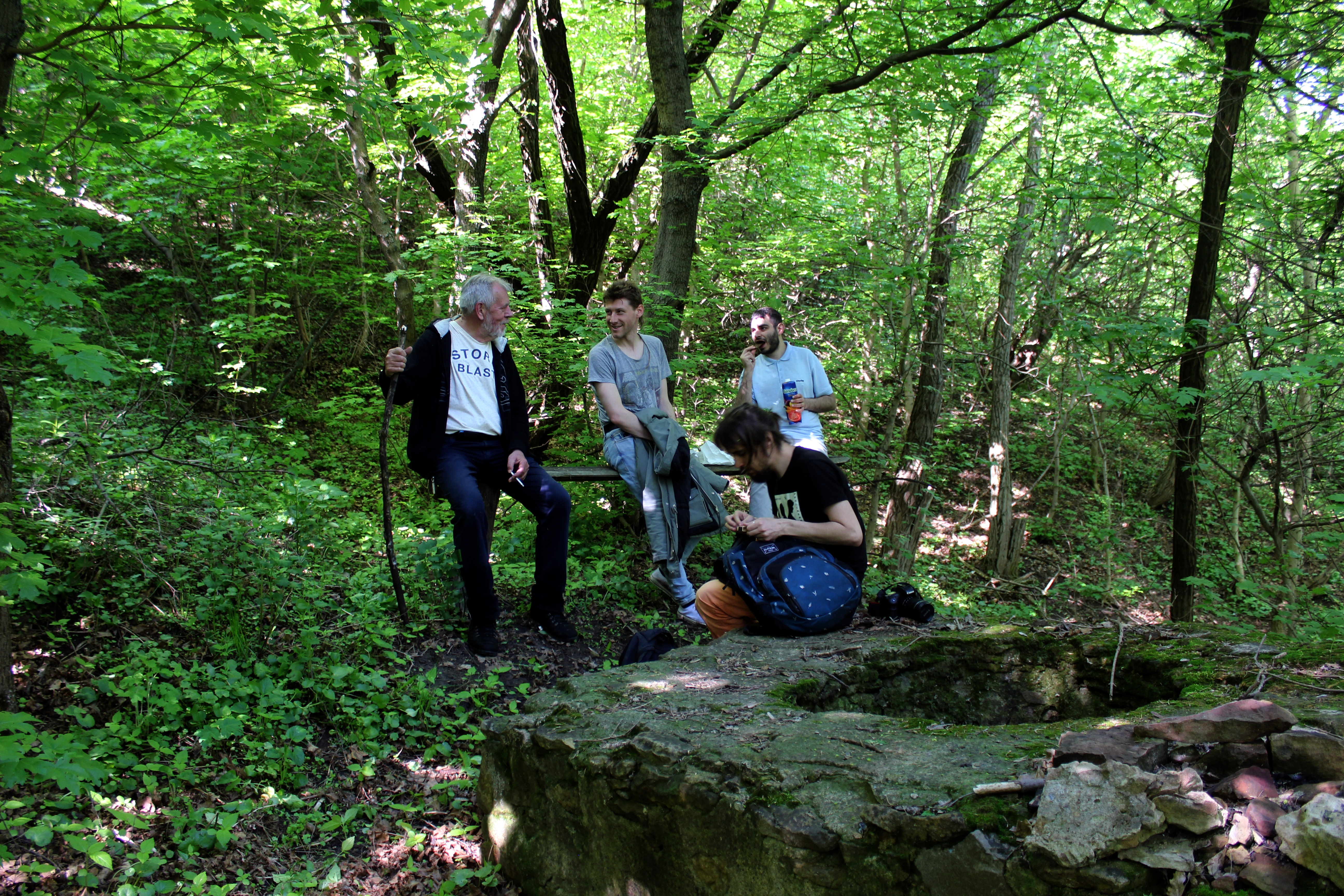
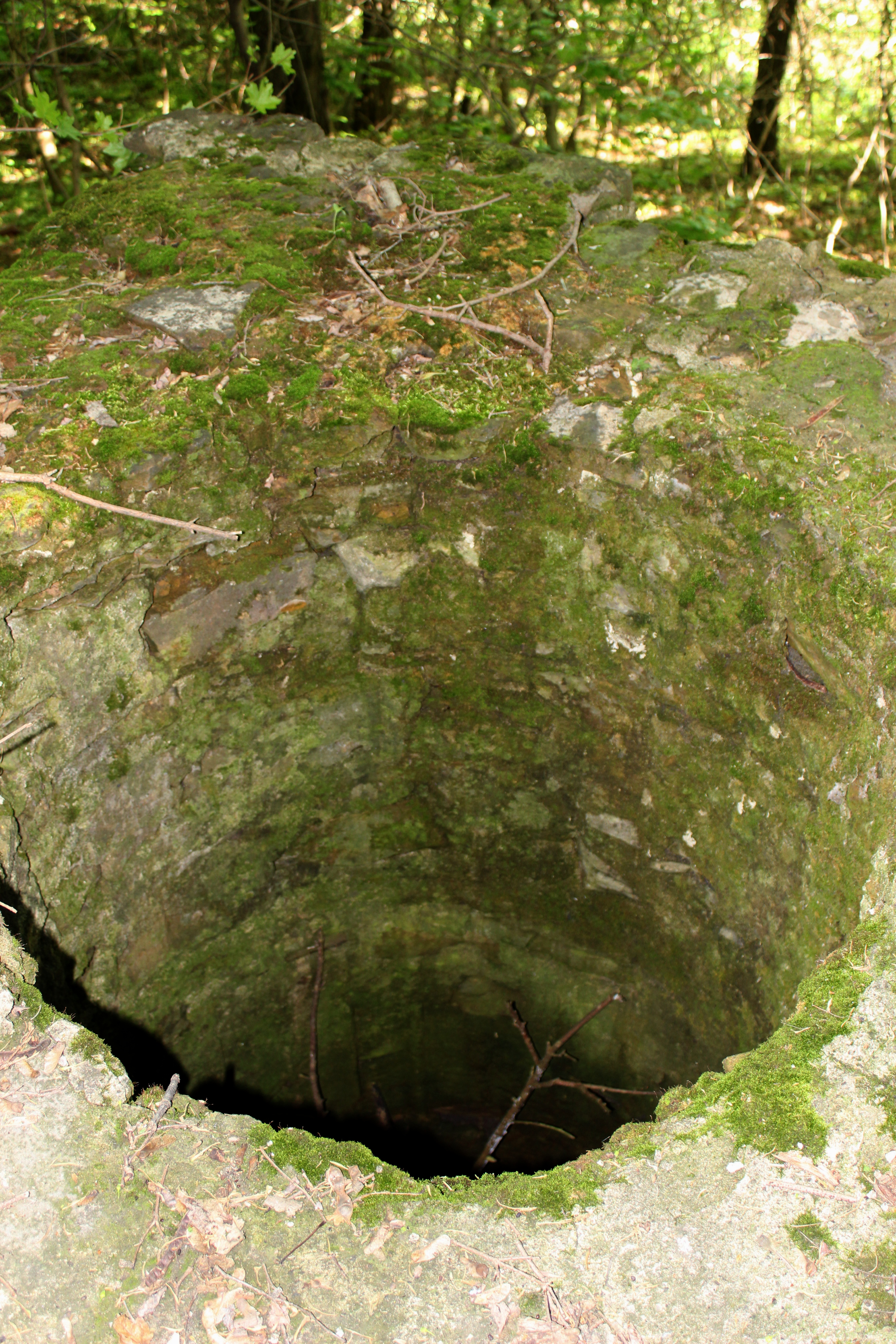
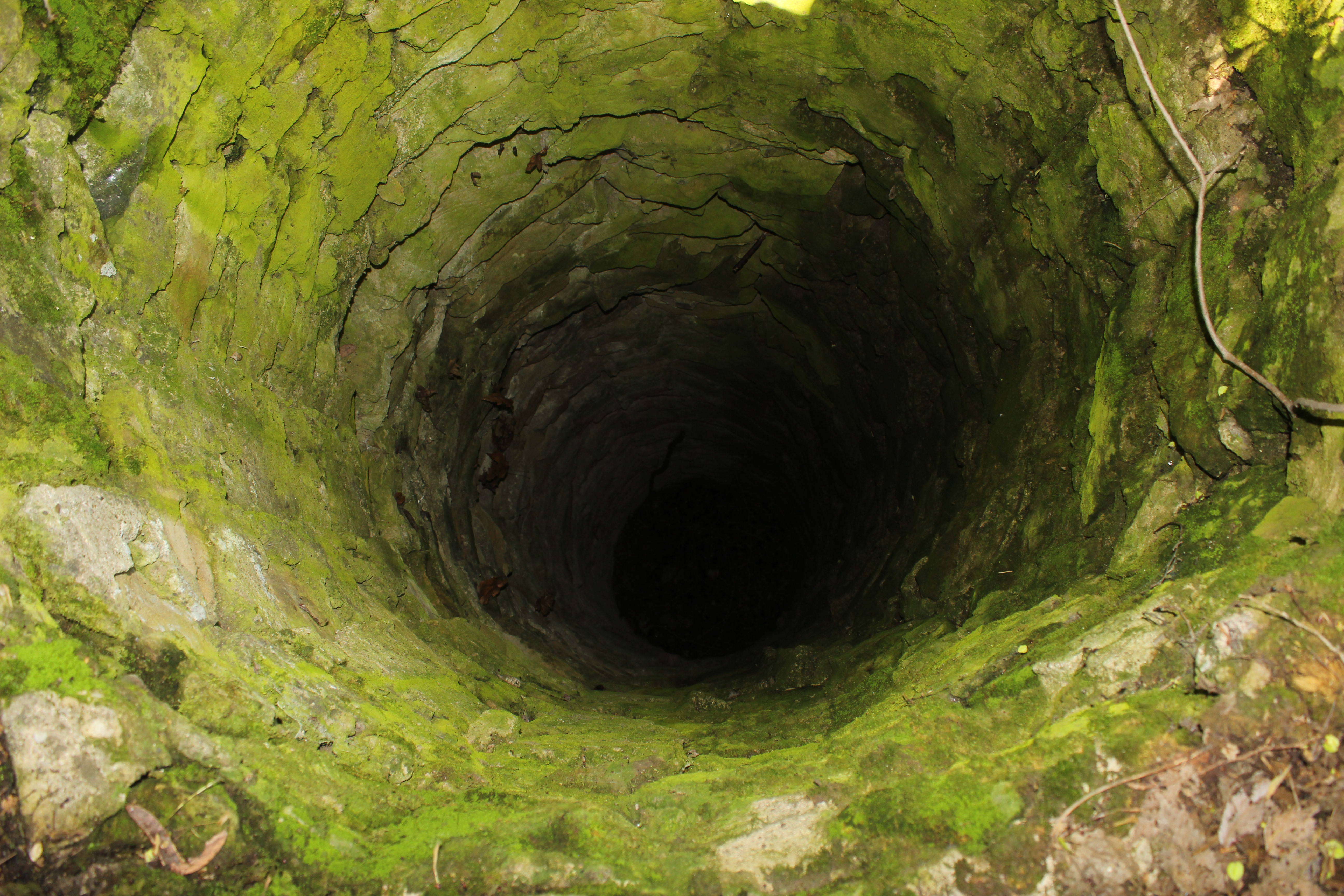
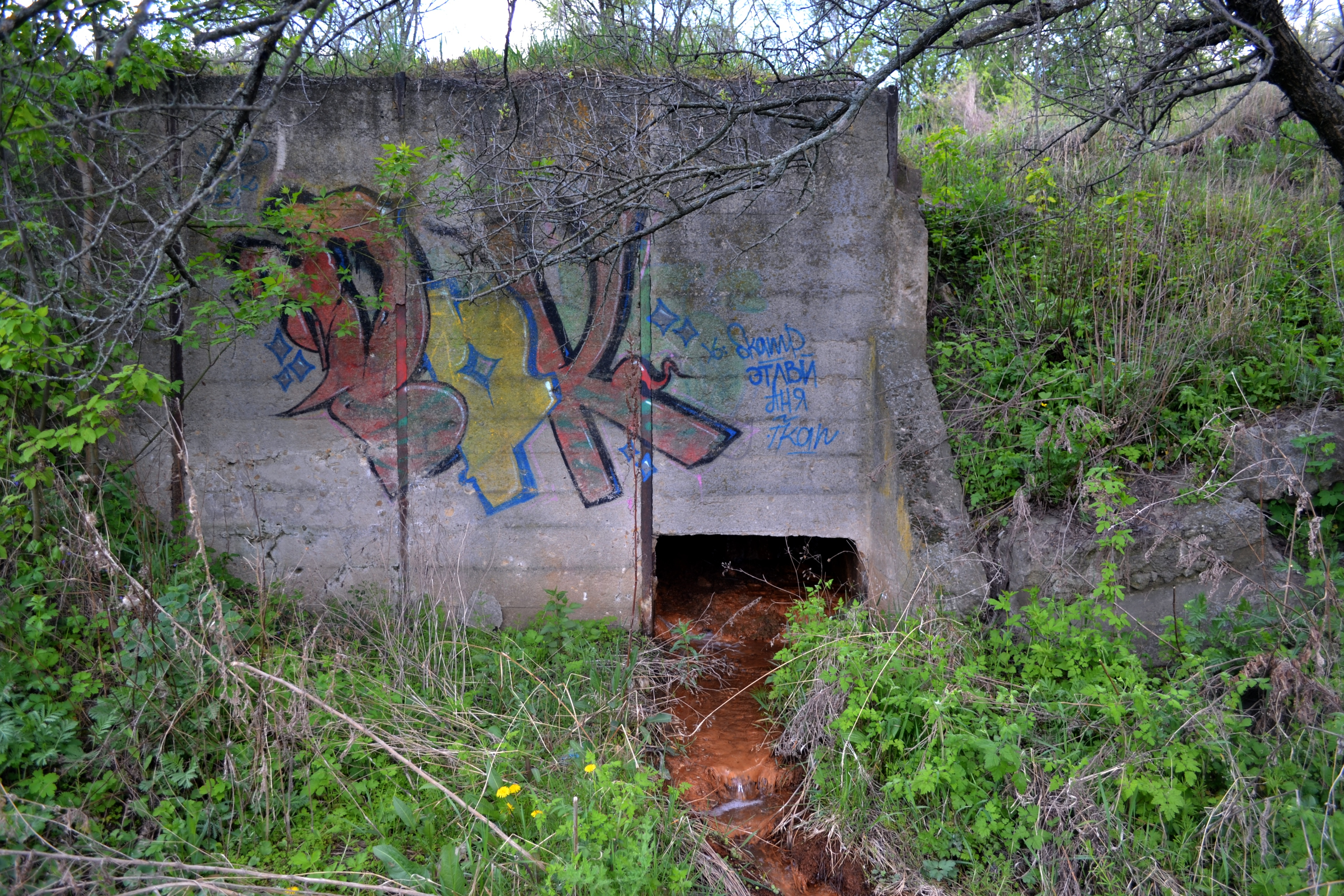
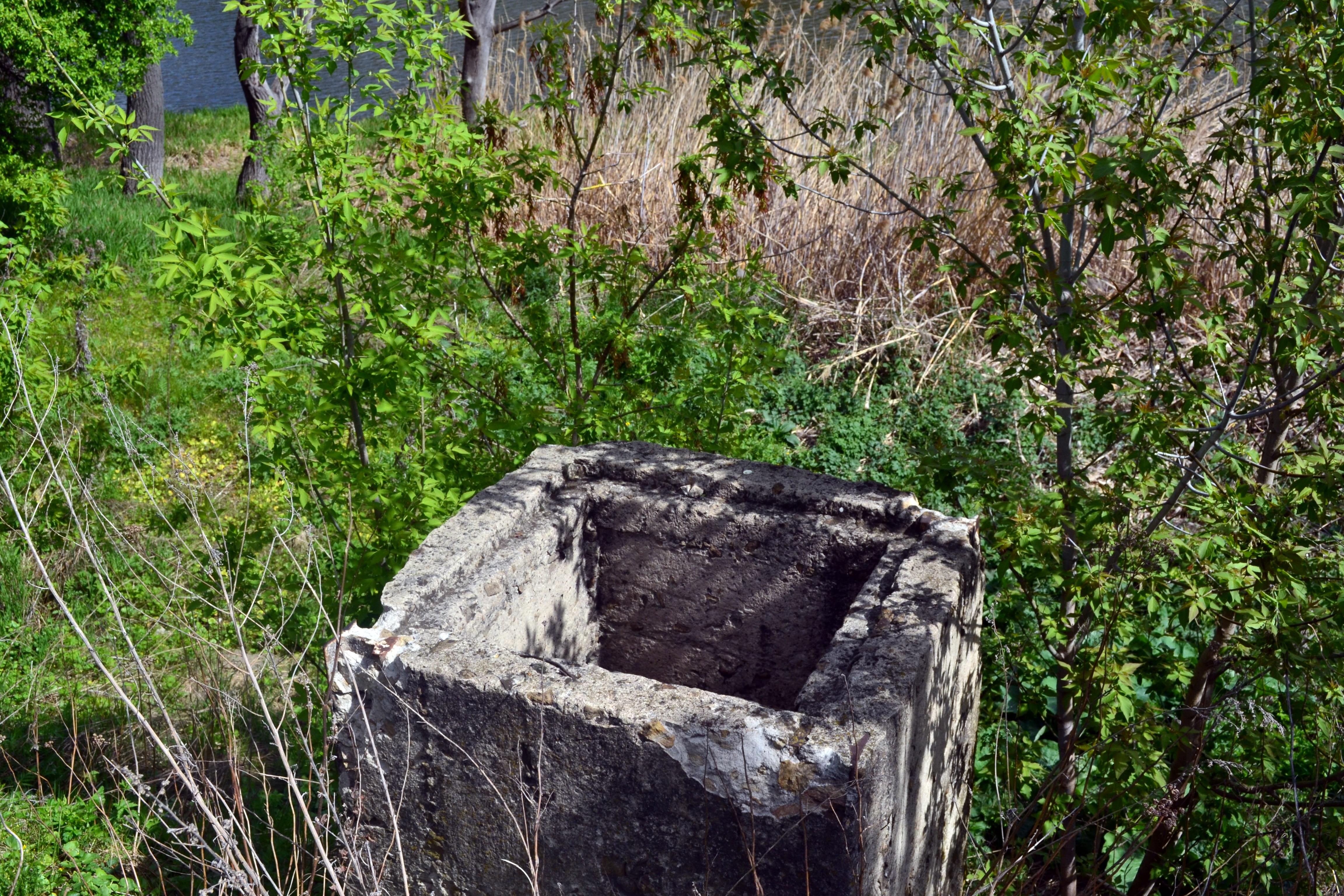
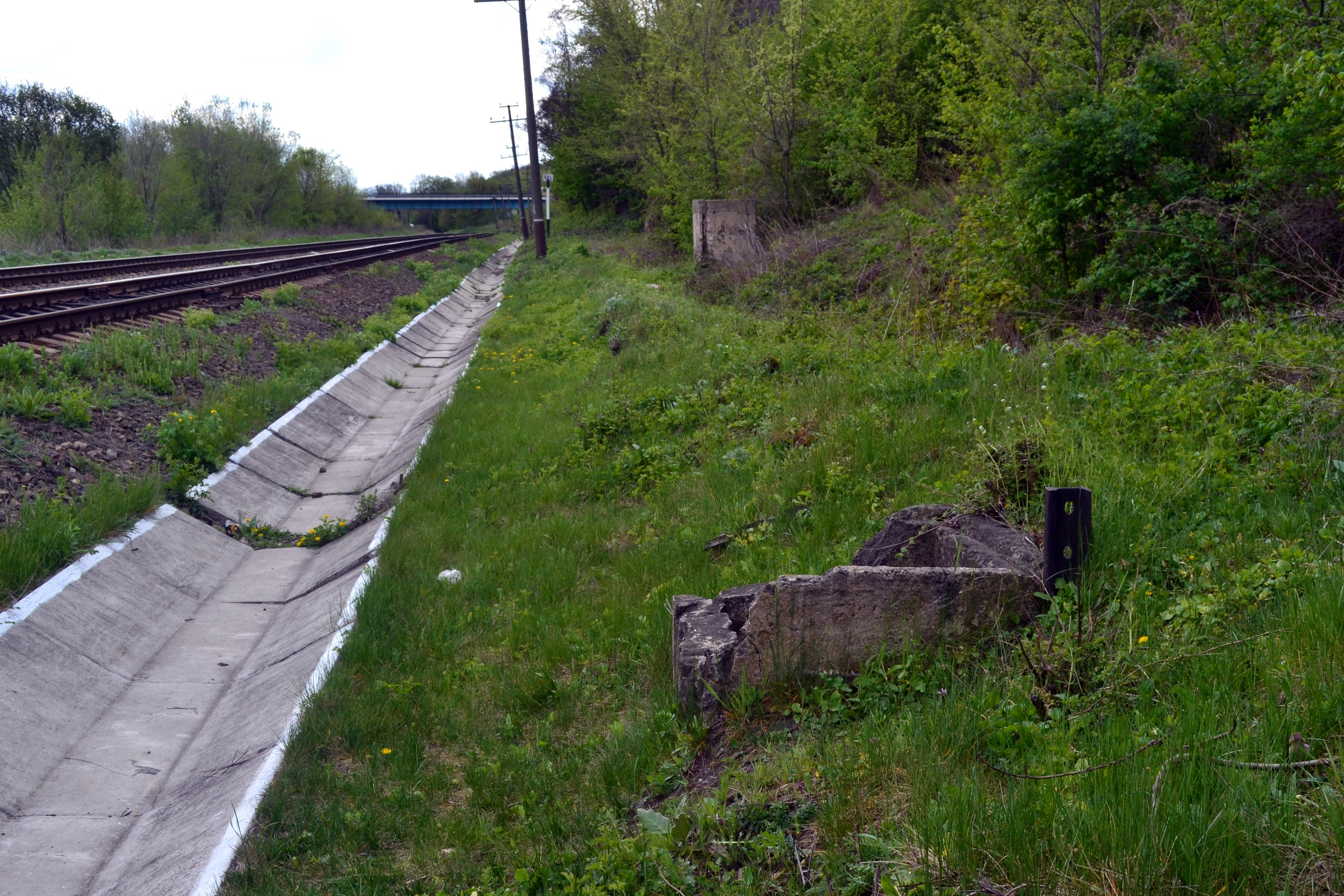